# Codroș de munte
Codroșul de munte (Phoenicurus ochruros) este o pasăre mică cântătoare, migratoare, insectivoră din familia muscicapidelor (Muscicapidae).  Sunt recunoscute cinci subspecii:  ochruros, gibraltariensis, semirufus,  phoenicuroides și rufiventris. Subspecia gibraltariensis cuibărește în majoritatea țărilor din Europa (mai puțin în Islanda, nordul Marii Britanii și nordul Scandinaviei) și în nord-vestul Africii; iernează în sudul Europei și nordul Africii, la est până în estul Sudanului, local mai la sud până la Sahel. Celelalte 4 subspecii cuibăresc în Asia.
Cuibărește în locuri stâncoase cu vegetație rară, inclusiv pe pantele stâncilor cu vegetație xerofitică, în albiile din văile râurilor montane, pe culmile munților stâncoși până la limita zăpezilor. În Carpați cuibărește mai ales pe pantele montane acoperite cu ienupăr, grohotișuri și galet. În ultimele decenii a devenit foarte antropofilă și s-a adaptat la habitate artificiale similare din sate și orașe unde cuibărește în locurile mai pustii care imită mai îndeaproape habitatele stâncoase, de ex. turnuri de biserică, clădirile publice mari, complexele industriale, castele și silozuri, șantiere, ruine urbane, blocurile cu apartamente, dar evită zonele cu grădini și parcuri. În regiunile cu păduri, le preferă pe cele cu specii de foioase sau amestec, unde este întâlnită doar la liziera pădurilor. Deși larg răspândită în cea mai mare parte a Europei și, în ciuda faptului că trăiește atât de aproape de om, puțini oameni în afară de ornitologii amatori o cunosc pe nume.
În România și Republica Moldova cuibărește subspecia Phoenicurus ochruros gibraltariensis. În România se întâlnește oriunde există habitatele preferate pentru cuibărit, de la câmpie până în golurile alpine, frecvent în regiunile pietroase și stâncoase din Carpați până la limita superioară a bradului. În România populația acestei specii a fost estimată la 390.000-780.000 de perechi cuibăritoare, fiind considerată în creștere. În Republica Moldova cuibărește în zonele deschise, ierboase și stâncoase de pe malurile râurilor, cu precădere în lungul cursului fl. Nistru, din nord și până în centrul republicii. În localități cuibărește în construcțiile abandonate sau parțial deteriorate. În Republica Moldova are un efectiv în creștere, populația cuibăritoare fiind estimată la 5.000-10.000 de perechi.
Codroșul de munte este o pasăre de talie mică. Are o lungime de 14–15 cm și o greutate de 12–20 g. Atinge în libertate longevitatea maximă de 10 ani și 2 luni. Sexele diferă. Masculii adulți ai subspeciei europene gibraltariensis au creștetul, ceafa, spatele și scapularele cenușiu-ardezii închise, devenind mai negre pe centrul spatelui și mai deschise spre târtiță. Bazele penelor spatelui sunt cenușiu-deschise, tivite cu o dungă negricioasă. Remigele aripilor negru-brunii. Tectricele supraalare negre, tivite cu cenușiu pe margini. Pe aripă închisă au o pată (oglindă alară) mare albă sau cenușiu-deschisă formată de marginile steagurilor externe ale remigelor terțiare și remigelor secundare. Marginile albe ale remigelor sunt mai înguste sau eventual absente în penajul uzat. Târtița, supracodalele și rectricele laterale ale cozii roșcat-ruginii (portocaliu-roșiatice), cele două rectrice centrale ale cozii brun-închise. Partea inferioară a frunții până la ochi, lorul, față, bărbie, părțile laterale ale capului și gâtului, gâtlejul și pieptul în întregime sunt negre ca smoala, devenind treptat cenușii pe laturile abdomenului și fața inferioară a aripii. Mijlocul abdomenului și regiunea anală sunt albe sau albicioasă. Subcodalele ocru-roșcate sau gălbui-ruginii. Ciocul și picioarele negre. Irisul brun. La femele, părțile dorsale și ventrale ale corpului sunt de culoare cenușiu-brunie cu o nuanță fumurie. Părțile inferioare spălăcite, mai deschise, cenușiu-brunii, devenind albicioase în centrul abdomenului. Creștetul, gâtlejul și pieptul cenușiu-brunii (fără negru). Tectricele supraalare și remigele aripilor au o culoare uniformă brun-negricioasă,  tivite pe margini și vârfuri cu alb-bruniu sau cenușiu. Pata albă de pe aripă lipsește. Târtița, supracodalele și coada roșcate, ca la mascul, dar mai terne. Juvenilul se asemăna cu femela, dar poate fi uneori identificat dacă este văzut de aproape după colțurile galbene ale gurii și penajul mai înfoiat pe spate, târtiță și tectricele supracodale. Femelele în prima iarnă sunt aproape la fel ca femelele adulte. Masculii din primul an de viață sunt variabili, unii se aseamănă cu masculul adult (morfa paradoxus), alții, probabil majoritatea, au penajul asemănător cu cel al femelelor imature sau adulte (morfa cairii) sau ușor mai spălăcit, cenușiu.
Se hrănește cu mai ales cu insecte adulte,  dar consumă și omizi, râme, melci mici și păianjeni, fructe diverse, dar și unele semințe. Codroșul de munte este mai terestru decât codroșul de pădure și se hrănește în principal pe pământ, scormonind uneori până la 2-4 cm în pământ pentru a dezgropa larve. De asemenea, se lansează în zbor spre pământ pentru a prinde prada, și uneori face salturi aeriene pentru a prinde insecte zburătoare și planează pe loc pentru puțin timp pentru a prinde prada din vegetație. Își vibrează coada, dar în general mai rar decât codroșul de pădure.
Este o specie monogamă, foarte rar bigamă. Masculii de obicei ajung primii în locurile de cuibărit și își stabilesc teritoriul și cântă adesea cocoțați în locurile expuse, cu picioarele întinse și fluturând coada în mod sacadat. Perechea formată rămâne împreună de obicei numai un singur sezon, uneori până scoate primul rând de pui, iar aceeași pereche se poate forma din nou în anul următor. Cuibul este construit în întregime numai de femelă.  Cuibul are forma unei cupe adânci și este împletit lax din ierburi uscate, frunze, mușchi, fibre vegetale, fâșii de scoarță și căptușit cu păr de animale (inclusiv lână) și câteva pene. Cuibul este amplasat în crăpături din stânci sau ziduri, în grohotiș sau pe terasa unei faleze sau între pietre, într-o gaură sau o crăpătură dintr-o movilă de pământ, uneori în bifurcație unui trunchi a unui copac. Poate cuibări și în diferite găuri din malurile râurilor sau eventual chiar scorburi. În localități sau în clădirile izolate, cuibul este amplasat intră între țigle, în fisurile din ziduri, între grinzi sau sub streașină. Ocupă cu succes și cuiburile artificiale. De obicei depune două ponte într-un an, în centrul Europei până la 10% din perechi depun a treia pontă. Ponta constă din 3-7 ouă, în majoritate albe sau cu o ușoară nuanță albăstrie, cu pete sau picățele mici brunii. Incubația este asigurată numai de către femelă și durează 13-17 zile și puii din cuib sunt hrăniți de ambii părinți. Puii părăsesc cuibul după 12–19 zile, câteodată înainte ca să poată zbura și pot să se întoarcă noaptea în cuib pentru a se odihni. După ce au părăsit cuibul, puii stau ascunși în apropierea cuibului și rămân dependenți de părinți până la 11 zile, dar uneori până la 3-4 săptămâni. Ating maturitatea sexuală la vârsta de un an.

## Denumirea
Denumirea latină Phoenicurus a genului a fost dată de naturalistul britanic Thomas Ignatius Maria Forster în 1817 și provine din cuvintele greci phoinix = roșu-închis, purpuriu, și ouros = cu coadă, adică cu coadă roșie. Denumirea latină a speciei ochruros a fost dată de naturalistul german Samuel George Gottlieb Gmelin în 1774 (Motacilla ochruros) și provine din cuvintele greci ōkhros = ocru, galben-deschis și ouros = cu coadă, adică cu coada ocru.
Denumirea română a speciei "codroș de munte" arată că această pasăre are coada roșie și trăiește în munți. Codroșul de munte este mai numit în limba română codroș de casă, pieptănuș de casă, coadă roșie de munte, codroș, oiță, nucșoară, pieptănaș.

## Subspecii și distribuția

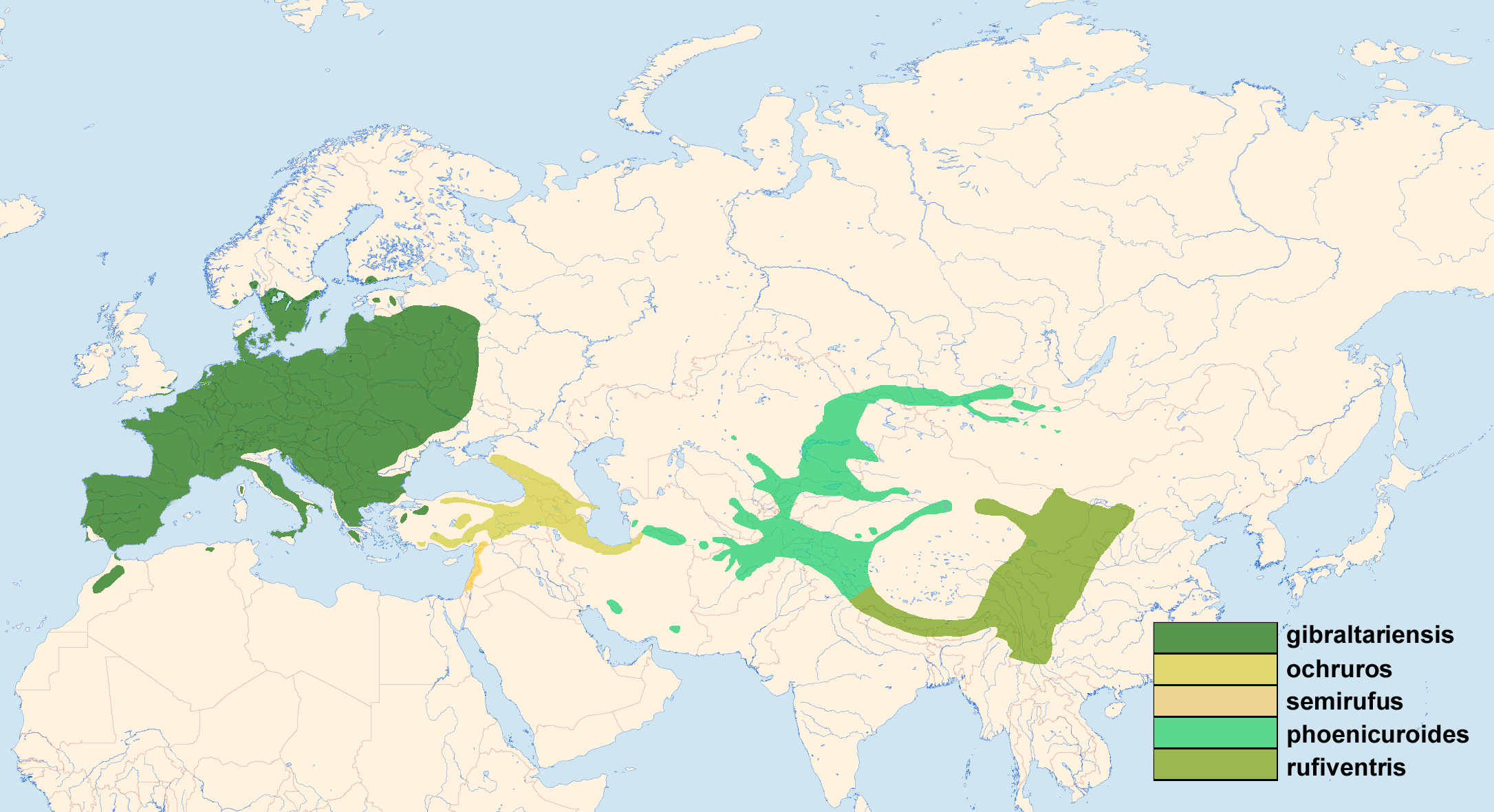
Subspeciile recunoscute ale codroșului de munte

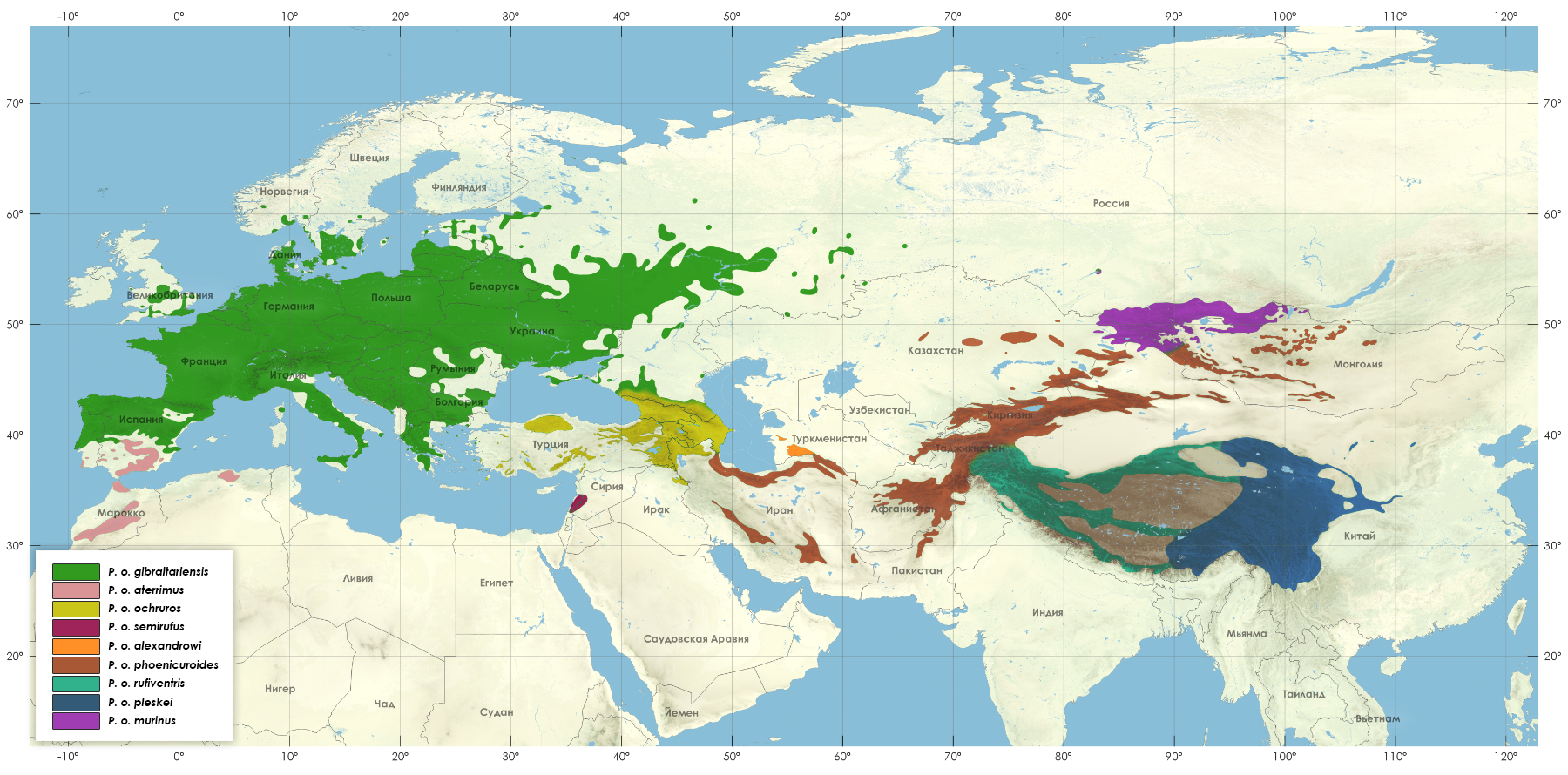
Subspeciile recunoscute și propuse ale codroșului de munte.

Variația geografică este însemnată și complexă. Este o specie politipică, cu cinci subspecii recunoscute (ochruros, gibraltariensis, semirufus, phoenicuroides și rufiventris), repartizate în două grupuri: grupul vestic (include numai subspecia gibraltariensis) se asociază și se intergradează cu grupul estic acolo unde vin în contact în sud-estul Europei. Taxonii estici (ochruros, semirufus, phoenicuroides și rufiventris) cu o înfățișare destul de diferită formează un grup estic, dintre care două dintre subspecii vin în contact și se intergradează, a treia fiind după cât se pare izolată. Diferențele dintre subspecii sunt vădite la masculi, care diferă mai ales prin coloritul părților superioare, extinderea albului pe marginile remigelor secundare și terțiare și extinderea culorii negre și roșcate pe părțile inferioare; variațiile la femele și juvenili sunt mai puțin evidente.
Cramp (1988) recunoaște două grupuri principale de subspecii. Grupul gibraltariensis cu abdomenul întunecat, cu 2 subspecii P. o. gibraltariensis și P. o. aterrimus, care cuibăresc în Europa și Africa de Nord, la est până în vestul Turciei, și grupul phoenicuroides cu abdomenul roșu cu 4 subspecii P. o. phoenicuroides, P. o. rufiventris, P. o. semirufus și P. o. xerophiles care cuibăresc în Asia Centrală, la vest până în Turkmenia, nord-estul Iranului și Levant. Subspecia nominată P. o. ochruros cuibărește în vestul și centrul Turciei, Caucaz și nordul Iranului și are caractere intermediare între aceste două grupuri.
Subspecia propusă aterrimus (din Portugalia, sudul și centrul Spaniei) este inclusă în subspecia gibraltariensis. Subspeciile phoenicuroides și rufiventris intergradează, subspecia propusă xerophilus Stegmann, 1928 din vestul Chinei (sudul regiunii autonome Xinjiang) este probabil intermediară între aceste 2 subspecii; s-a presupus că acest taxon reprezintă o specie separată, dar diferențele morfologice nu sunt foarte mari și studiile limitate sugerează o omogenitate vocală, această subspecie este inclusă în subspecia rufiventris. Subspecia propusă pleskei (Schalow, 1901)  din centrul Chinei este inclusă în subspecia rufiventris. Subspeciile propuse alexandrowi (alexandrovi) (Zarudny, 1918) din sud-vestul Turkmenistanului  și murinus Fedorenko 2018 din Altai, Tuva, nordul Chinei și vestul Mongoliei sunt incluse în subspecia phoenicuroides.
- Phoenicurus ochruros gibraltariensis (J. F. Gmelin, 1789) - codroșul de munte occidental (vestic), codroșul de munte european (în multe cărți vechi numit Ruticilla  titys  sau Phoenicurus titys) – cuibărește în Europa (la nord până în sudul Scandinaviei, la est până în estul Ucrainei, sud-vestul Rusiei, sudul Uralilor și vestul Turciei) și în nord-vestul Africii. Iernează în sudul Europei (regiunea mediteraneană) și nordul și nord-estul Africii, la est de-a lungul Nilului până în centrul și estul  Sudanului (local mai la sud până la Sahel) și în Orientul Mijlociu (vestul și sudul Turciei până în Liban, Siria, Israel și Iordania).[4]

În Europa cuibărește în vestul, estul, centrul și sudul continentului, spre nord până în centrul și sudul Angliei, sudul Norvegiei, sudul Suediei, sudul extrem al Finlandei, Estonia și Letonia, spre est până în sud-vestul Rusiei (în principal de la Moscova spre sud), centrul și estul Ucrainei (dar după cât se pare absentă în Crimeea), în sudul Uralilor și de-a lungul râului Volga (între Kazan, Simbirsk și Samara, până în regiunea Saratov. La sud cuibărește în Spania (dar nu în Insulele Baleare), Sicilia, centrul Italiei, Balcani, Grecia, România, Republica Moldova și vestul Turciei. Uneori se întâlnește în locuri de cuibărit propice din Corsica, dar reproducerea nu a fost confirmată. În nord-vestul Africii cuibărește în sudul Marocului, nord-centrul Algeriei (munții Djurdjura).
Iernează sporadic în sudul Angliei, Belgia, Germania și Elveția și mai frecvent în regiunea mediteraneană din centrul și vestul Franței până în Spania (inclusiv Insulele Baleare), Portugalia, Corsica, Sardinia, Sicilia, Italia (la nord până în Alpi), în mai la sud din Balcani, Bulgaria, Grecia, Cipru, vestul și sudul Turciei (inclusiv insulele egeene) până în Liban, Siria, Israel și Iordania. În Insulele Canare apare regulat, dar rar în pasaj și este oaspete de iarnă în toate insulele principale (cu excepția insulei La Gomera) și mai ales în insulele estice. În nordul Africii iernează în nordul și vest-centrul Marocului, nordul Algeriei (uneori în centrul și sudul Algeriei), Tunisia (la sud până la oazele de la marginea Saharei), nordul Libiei și nordul Egiptului (în principal pe coasta nordică, în Delta Nilului și mai la sud de-a lungul Nilului până în Luxor și în tot Sinaiul, uneori în oazele din deșerturile din vest și est), mai la sud până în centrul și estul Sudanului (până la coasta Mării Roșii) și în oazele din centrul Algeriei și Libiei, coasta Mauritaniei de și mai la sud până în Sahel (mai ales în jurul așezărilor omenești).
- Phoenicurus ochruros ochruros (S. G. Gmelin, 1774) - codroșul de munte răsăritean (estic) - subspecia nominată - cuibărește în Asia Mică (în centrul și estul Turciei), sud-vestul extrem al Rusiei, Caucaz (în Georgia, Armenia, Azerbaidjan) și nord-vestul Iranulului. În nordul Iranului cuibărește în provincia Azerbaidjan, munții Elburz - unde intergradează cu subspecia phoenicuroides, în munții din Khorasan și Kerman și în nordul Belucistanului; probabil cuibărește și în vestul Munților Zagros.[8][4] A cuibărit și în nord-estul Irakului (în Sulaimani) în vara anului 2010.[27]

Iernează la altitudini mai joase în estul Turciei, sudul Iranului și în nord-vestul și vestul Irakului, posibil și în Orientul Mijlociu, centrul și sud-vestul Arabiei Saudite și Yemen. În Iran iernează pe versantul vestic al munților Zagros și sudul Iranului, la nord până în Fars, Kerman și sudul Khorasanului, la est până în Seistan și sud-estul Belucistanului, Iarna a fost întâlnit regulat în Siria, Kuweit, centrul și sud-vestul Arabiei Saudite și Yemen (după specimenele Jan din Muzeul de Istorie Naturală din Tring).
- Phoenicurus ochruros semirufus (Hemprich & Ehrenberg, 1833)  - codroșul de munte levantin - cuibărește în sud-estul Turciei, vestul Siriei, Liban și nordul Israelului (muntele Hermon), posibil în nordul Irakului.[8][4] [27]

Iernează în principal mai la est de locurile de cuibărit până în Irak, Iran, Oman și în unele părți din Arabia Saudită (unde se întâlnește regulat, dar rar).
- Phoenicurus ochruros phoenicuroides (F. Moore, 1854)  - codroșul de munte cu abdomenul roșu – cuibărește în sudul, estul și nord-estul Kazahstanului (Tian-Șan, Alataul Djungarian, munții Manrak și Saur, Colinele Cazahe, la nord până în Altai) și de-a lungul frontierei cu vestul Chinei (vestul și sud-vestul regiunii autonome Xinjiang și vestul Tibetului) și până în Altai și vestul munților Saian din sud-vestul Siberiei (Republica Tuva), vestul și nordul Mongoliei (Altaiul Mongol, Munții Hangai, la est până în Munții Hubsugul, bazinele râurilor Orhon–Selenga și munții Hentei). Mai la sud cuibărește în nord-estul Iranului și estul munților Elburz (unde intergradează cu subspecia nominată ochruros) până în Kopetdag la granița cu sud-vestul Turkmenistanului, nordul și centrul Afganistanului (cel puțin în provincia Bamian, la est până la Nuristan și Badahșan) și în nordul și nord-vestul Pakistanului până în nord-vestul Indiei (Cașmir și Ladakh).[8][4]

Iernează la altitudini mai joase în sudul arealului de cuibărit (păsările care cuibăresc în Kazahstan, sudul Rusiei, vestul și nord-vestul Chinei și nordul Mongoliei) și migrează pentru a ierna în nord-estul Africii, unde iernează în nord-estul Sudanului, Eritreea, Djibouti și nord-estul Etiopiei până în nordul Somaliei. Iernează și în Arabia Saudită și în Statele Golfului Persic (până în Oman și Yemen), în Iran, estul Irakului, sudul Afganistanului și Pakistan (în principal de-a lungul câmpiei Indului și a afluenților săi nordici din Punjab și nordul Sindului) și în nord-vestul și centrul Indiei.
- Phoenicurus ochruros rufiventris (Vieillot, 1818). Cuibărește în sud-centrul Asiei din munții Pamiro-Alai din sudul Kîrgîzstanului și Tadjikistan până în centrul și estul Himalaiei din Nepal (mai ales în nordul și nord-estul Nepalului) și nord-estul Indiei (Sikkim), vestul, sud-centrul și sudul Chinei (sudul regiunii autonome Xinjiang și munții Kunlun până în munții Qilian din nord-estul provinciei Qinghai, Gansu și Shaanxi, la sud până în estul Tibetului, Sichuan și vestul și nord-vestul provinciei Yunnan).[8][4]

Iernează la altitudini mai joase în sudul arealului de cuibărit (păsările care cuibăresc la altitudini mai înalte din centrul Asiei), la est în China până în Shanxi, la sud până în nord-vestul, centrul și nord-estul Indiei (la vest până în Rajasthan și Gujarat și la sud până la cel puțin Tamil Nadu, dar rar în Arunachal Pradesh și după câte se pare este absent sau neobișnuit în sudul masivului muntos Assam, dar este comun în Parcul Național Kaziranga) și în zonele joase din Nepal. Oaspete de iarnă rar sau neobișnuit în Bangladeș și vestul și nordul Myanmarului.

## Taxonomia
Analiza ADN mitocondrial (ADNmit) al citocromului-b a confirmat că codroșul de munte, împreună cu codroșul de pădure (Phoenicurus phoenicurus), codroșul lui Hodgson (Phoenicurus hodgsoni), codroșul daurian (Phoenicurus auroreus), codroșul caucazian (Phoenicurus erythrogastrus) și codroșul cu gât alb (Phoenicurus schisticeps), formează un grup central în cadrul genului Phoenicurus.
Asemănările hibrizilor naturali ai codroșului de pădure și codroșului de munte cu unele subspecii ale codroșului de munte din Orientul Mijlociu și estul Asiei sugerează că această hibridizare naturală poate fi implicată în originea acestor subspecii: au fost găsite similarități morfologice în experimentele de reproducere în studiile hibrizilor și de retroîncrucișare.
În plus față de subspeciile acceptate ale codroșului de munte, au fost propuse și altele, dar are loc o intergradație considerabilă a lor: subspecia propusă aterrimus (din sudul și centrul Spaniei și Portugalia) este slab diferențiată (masculul adult este puțin mai negru decât al altor populații din Europa și are târtița mai cenușie) de subspecia gibraltariensis larg răspândită și mulți indivizi ai subspeciei aterrimus sunt foarte asemănători cu subspecia gibraltariensis. Subspeciile phoenicuroides și rufiventris se intergradează într-o mare măsură, iar subspecia propusă xerophilus din nord-vestul Chinei (din Xinjiang până în vestul Gansului și Qinghai) se aseamănă cu subspecia phoenicuroides, dar este ușor mai deschisă la culoare și se pare că cuprinde în principal forme intermediare (intergrade) și este inclusă de obicei în subspecia rufiventris.
Diferențele foarte evidente ale penajului la masculii populațiilor europene și asiatice dau naștere posibilității unei împărțiri în două specii. Înainte de a face acest lucru, trebuie investigat gradul de contact dintre cele două populații. Deși în prezent se crede că majoritatea păsărilor cuibăritoare din Turcia aparțin subspeciei ochruros, această subspecie este slab definită, iar detaliile privind arealul și contactul sunt încă sărăcăcioase. Strict vorbind, datorită variabilității sale morfologice ample și delimitării geografice destul de vagi, subspecia ochruros (din o mare parte a Turciei, cu excepția nord-vestului, și din Caucaz, Transcaucazia, nordul Iranului) nu satisface destul de mult criteriile obișnuite pentru o subspecie suficient de distinctă, și populațiile din această regiune par mai mult că reprezintă o zonă largă a unei presupuse intergradații secundare între populațiile europene și asiatice. Totuși, această subspecie este menținută în cadrul acestei specii din motive de stabilitate, deoarece suprimarea acesteia ar necesita un nou nume științific pentru întreaga specie.

## Descrierea (subspecia gibraltariensis)
Codroșul de munte este o pasăre cântătoare saxicolină (Saxicolinae) mică, zveltă și cu coada destul de lungă. Sexele diferă. Masculul adult al subspeciei europene gibraltariensis este negru-cenușiu pe spate cu o pata mare albă pe aripă și are fața, gâtlejul și pieptul negre ca smoala. Femela este brună, părțile dorsale sunt cenușiu-brunii cu o nuanță fumurie, părțile inferioare cenușiu-brunii mai deschise, gâtlejul și pieptul cenușiu-brunii (fără negru), pata albă de pe aripă lipsește. Atât masculul, cât și femela au coada roșcată. Juvenilul se asemăna cu femela. Masculii din primul an de viață sunt variabili, unii se aseamănă cu masculul adult (morfa „paradoxus”), dar majoritatea au penajul asemănător cu cel al femelelor adulte (morfa „cairii”). Talia și înfățișarea sunt asemănătoare cu a codroșului de pădure și are un comportament similar: stă cocoțat pe un suport vertical și își vibrează constant coada roșcată. Codroșul de munte este o pasăre de talie mică. Are o lungime de 14–15 cm și o greutate de 12–20 g.
Masculul adult primăvară (în penaj nupțial) are partea superioară a frunții, creștetul și ceafa cenușii sau cenușiu-ardezii. Mantaua, spatele, scapularele și tectricele supraalare sunt mai întunecate, cenușiu-ardezii mai închise, mai întunecat pe manta (cenușiul este mai mult sau mai puțin amestecat cu negru, uneori cu pete negre, aici penele au bazele negre și marginile și vârfurile cenușii mai deschise), și mai deschis spre târtiță. Codroșul de munte la distanță are un colorit cenușiu-negricios.
Tectricele supraalare brun-negricioase, tivite pe margini cu cenușiu. Remigele aripilor brun-închise sau brun-negricioase. Remigele primare tivite îngust cu cenușiu sau albicios pe steagul extern. Steagurile externe ale remigelor secundare mediale și remigelor terțiare sunt tivite lat pe margini cu alb sau alb-murdar sau cenușiu-deschis, formând o pată (oglindă alară) albă mare și proeminentă pe aripa închisă; aceste tivuri sunt mai late spre baza penelor. Tivurile sunt de obicei mai înguste pe remigele secundare și mai late pe remigele terțiare. În penajul uzat tivurile deschise se uzează și sunt mai înguste sau eventual absente și ca urmare în penajul uzat oglindă albă poate lipsi uneori.
Târtița, tectricele supracaudale și rectricele cozii (cu excepția rectricelor centrale) au un colorit frumos viu roșcat (roșcat-vulpiu) sau roșu-ruginiu sau roșu-portocaliu  sau roșu-castaniu, vârfurile rectricelor ușor mai brunii. Cele două rectrice centrale ale cozii sunt brun-închise.
Partea inferioară a frunții deasupra ciocului până la ochi, lorul (lorum), fața (obrajii), părțile laterale ale capului și gâtului, bărbia, gâtlejul (gușa) și pieptul în întregime sunt negre intens (ca smoala), vârfurile și marginile penelor sunt îngust tivite cu cenușiu înainte de a fi prea uzate (tivurile cenușiu sunt absente la penele uzate). Fără roșcat pe părțile inferioare.
Abdomenul și partea inferioară a flancurilor cenușii sau cenușiu-ardezii, de obicei cu niște pete negricioase. Centrul abdomenului și regiunea anală sunt adesea albe sau albicioase sau alb-cenușii. Culoare neagră a pieptului trece treptat în alb-cenușie pe partea centrală a abdomenului și regiunea anală. Puțini au o culoare portocalie vagă pe abdomen și partea inferioară a flancurilor. Fața inferioară a aripii (tectricele axilare și subalare) sunt cenușii sau cenușiu-închise ca și flancurile. Tectricele subcodale roșiatice - gălbui-ruginii sau ocru-roșcate sau portocalii.
Ciocul negru, subțire, drept, ascuțit la vârf, lățit la bază. Picioarele negre. Irisul brun sau brun-închis.
În penajul proaspăt (toamna și la începutul iernii) masculul adult este la fel ca primăvară, dar penele negre noi de pe cap și corp au vârfurile înguste cenușii sau brune. Penele de pe creștet, manta, spate și scapulare au vârfurile înguste brun-deschise sau brun-măsliniu-deschise. Supraalarele mari negricioase cu margini deschise sur-cenușii. Remigele primare întunecate au marginile cenușii clare. Oglinda alară albă de pe remigele secundare mediale și remigele terțiare este puțin mai mare. Penele de pe fața și gâtlejul negre au vârfurile înguste, cenușiu-deschise, pe flancuri vârfurile penelor sunt puțin mai late și albicioase. Abdomenul până la regiunea anală este mai alb. Poate avea o dungă îngustă albă sau cenușiu-deschisă pe partea superioară a lorului sau partea centrală a frunții. În general are părțile superioare cenușiu-închise, fața și pieptul negre, oglindă alară albă evidentă pe aripa închisă, târtița, supracaudale și părțile laterale ale cozii intens roșcate sau portocaliu-roșiatice, regiunea anală și subcodale albicioase sau alb-cenușii. 
La capătul estic al arealului de reproducere al subspeciei gibraltariensis sau puțin mai departe, în sudul și sud-estul Turciei, masculii prezintă o gamă largă de variație sau intergradație, și au trăsături caracteristice atât ale subspecii gibraltariensis (în principal în vestul Caucazului), cât și ale subspecii semirufus; mulți nu au alb pe remigele secundare și terțiare și au pieptul cenușiu-ardeziu și subalarele cu un amestec de roșcat, sau pieptul și părțile inferioare sunt în mare parte intens roșcate, clar delimitate de pieptul cenușiu-ardeziu sau negru.
Femela adultă primăvară (în penaj nupțial) are creștetul, părțile superioare, gâtlejul și pieptul cenușiu-brunii închise (fără negru), abdomenul și flancurile la fel sau ușor mai deschise. Pata albă de pe aripă lipsește. La fel ca masculul, femela are coada roșu-portocalie, aceasta fiind cea mai distinctivă caracteristică a lor. Femela codroșului de munte este mai întunecată și „mai murdară” decât femela codroșului de pădure, fără vreo nuanță portocalie sau ocru pe piept întâlnită de obicei la această specie și are de obicei gâtlejul mai puțin deschis.
Creștetul și părțile superioare cenușiu-brunii funinginii (cenușiu-șorecii), fără negru, cu o nuanță brună sau brun-cenușie. Obrazul și regiunea auriculară pot fi ușor mai viu colorate cu brun. Aripile mai brunii decât la mascul. Remigele și tectricele supraalare brun-negricioase sau brune-închise pe steagul extern, tivite ușor pe margini cu cenușiu sau brun-deschis (fără tivuri albe) și îngust pe vârfuri cu aceeași culoare. Pata albă (oglindă alară) de pe aripă lipsește. Târtița,  tectricele supracaudale și rectricele laterale ale cozii portocaliu-roșiatice sau roșcate ca la mascul, dar mai spălăcite, cele două rectrice centrale brun-închise. Părțile inferioare cenușiu-brunii funinginii, asemănătoare cu părțile superioare sau ușor mai deschise (brun-funinginii deschise) sau mai cenușii, centrul abdomenului poate fi albicios. Bărbia, gâtlejul și pieptul cenușii-brune până la cenușiu-brunii închise (fără negru). Tectricele subcodale portocaliu-deschise. Inelul ocular îngust, ocru-deschis (adesea mai lat sau mai proeminent în spatele ochiului). Irisul, ciocul și picioarele ca la mascul.
Femela adultă în penajul proaspăt (toamna și la începutul iernii) aproape la fel ca femela primăvară. Unele femele adulte pot fi identificate după aripile cenușii foarte proaspete și marginile uniforme ale supraalarelor mari, dar aceasta necesită în general ca ele să fie ținute în mână.

### Vârsta și sexele
Vârsta poate fi stabilită pentru masculii din primul an de viață. Determinarea vârstei femelelor este uneori posibilă, dar necesită ca ele să fie ținute în mână sau observate de foarte aproape. Sexele diferă întotdeauna începând cu a 2-a iarnă de viață pentru o proporție mică de masculi mai în vârstă din prima iarnă (așa-numita morfă „paradoxus”, iar masculii subdezvoltați asemănători cu femela sunt numiți morfa „cairii”).
Femela în primul an se aseamănă cu femela adultă (și masculul în primul an de culoare ștearsă), dar părțile superioare sunt puțin mai intens nuanțate cu brun-măsliniu, iar pieptul și flancurile sunt cenușiu mai deschise.
Femela în primul an primăvară și vară are creștetul, gâtlejul și pieptul cenușiu-brunii închise (fără negru), abdomenul și flancurile la fel sau ușor mai deschise. Pata albă de pe aripă lipsește. Unele femele adulte pot fi identificate după aripile cenușii foarte proaspete și marginile uniforme ale supraalarelor mari, dar aceasta necesită în general ca ele să fie ținute în mână.
Femela în primul an toamna și iarnă este aproape la fel ca femela în prima  primăvară. Unele femele adulte pot fi identificate după supraalarele mari cu margini uniforme, în timp ce cele din prima iarnă au de obicei un contrast între puținele supraalare mari interne năpârlite care au marginile cenușii și supraalarele mari externe mai brunii. Totuși, identificarea lor necesită, în general, ca ele să fie mânuite (ținute în mână).
Masculii din primul an de viață sunt variabili, unii se aseamănă cu masculul adult (morfa „paradoxus”), alții, probabil majoritatea păsărilor,  au penajul asemănător cu cel al femelelor imature sau adulte (morfa „cairii”) sau ușor mai spălăcit, cenușiu.
Masculul în primul an primăvară și vară, morfa „cairii” este foarte asemănător cu femela imatură (în prima vară) sau adultă, și are creștetul, gâtlejul și pieptul cenușiu-brunii închise (fără negru), abdomenul și flancurile la fel sau ușor mai deschise. Pata albă de pe aripă lipsește. La fel ca masculul, are coada roșu-portocalie Acești masculi cu penaj cenușiu-bruniu aproape similar cu cel al femelei au fost deseori considerați în trecut ca fiind o specie diferită (Ruticilla cairii) descrisă de Gerbe în 1848.
Masculul în prima iarnă, morfa „cairii” este aproape la fel ca femela în prima  primăvară.
Masculul în primul an primăvară și vară, morfa „paradoxus”, este la fel ca masculul adult, dar penele negre rămase de la juvenil au vârfurile mai cenușii, iar pata albă de pe aripă lipsește sau este mult mai mică (dimensiunea ei este în funcție de numărul remigelor terțiare năpârlite). Remigele primare, și adesea unele supraalarele mari externe, sunt mai uzate și mai brunii decât cele ale adultului, contrastând cu supraalarele mari interne care au marginile cenușii.
Masculii „paradoxus” în prima iarnă sunt aproape la fel ca femelele sau masculii în prima primăvară, dar multe dintre părțile negre sunt ascunse de vârfurile late cenușiu-brunii ale penelor.
Juvenilul în penajul juvenil este foarte asemănător cu femela; datorită coloritului lor general întunecat ei nu au penajul pătat (spre deosebire de majoritatea celorlalte saxicoline și muscicapide), dar când sunt bine văzuți, ei au unele neuniformități formate de dungile sub-terminale întunecate ale penelor și vârfurile lor ușor mai deschise. Juvenilul poate fi uneori separat (identificat) dacă este văzut de aproape după colțurile galbene ale gurii și penajul mai înfoiat pe spate, târtiță și tectricele supracodale. Alte indicii ale vârstei lor sunt coada inițial ceva mai scurtă, comportamentul de a cerși mâncare etc.

### Date biometrice
Lungimea totală 13,5–14,5 cm. Lungimea aripii la masculi 82–88 mm (în medie 85,3), la  femele 82–85 mm (în medie 83,1). Lungimea cozii la masculi 58-66 mm (în medie 61,3), la  femele 57,5-62 mm (în medie 59,6). Lungimea cozii/Lungimea aripii este în medie 71,7%. Lungimea ciocului 13,5–15,6 mm (în medie 14,6). Lungimea tarsului 22,0–23,6 mm (în medie 22,8).
Formula alară: Prima remige primară depășește vârful tectricelor primare cu 4,5–10,5 mm și este mai mică decât a 2-a remige primară cu 31–35,5 mm. A 2-a remige primară este mai mică decât vârful aripii cu 7–12 mm, egală cu a 7-a remige primară sau egală cu a 6/7-a remige primară (aproximativ egală cu a 8-a remige primară). Remigele primare 3-5 sunt aproximativ egale și cele mai lungi și formează vârful aripii (dar a 3-a remige primară adesea este mai mică cu 0,5-2 mm, iar uneori a 5-a remige primară este mai mică cu 0,5-1 mm). A 6-a remige primară este mai mică decât vârful aripii cu 2-5 mm. A 7-a remige primară este mai mică decât vârful aripii cu 8–11 mm. A 10-a remige primară este mai mică decât vârful aripii cu 16-20 mm. Prima remige secundară este mai mică decât vârful aripii cu 18–22 mm. Pe steagul extern al remigelor primare 3-6 există emarginații (scobituri).

## Variația geografică
Variația geografică este însemnată și complexă în limitele arealului său vast. Cel puțin cinci subspecii recunoscute sunt repartizate în două grupuri. Grupul vestic (include numai subspecia gibraltariensis) se asociază și se intergradează cu grupul estic (subspecia ochruros) acolo unde vin în contact în sud-estul Europei. Subspeciile estice au o înfățișare destul de diferită și formează grupul estic, dintre care două subspecii (phoenicuroides și rufiventris) vin în contact și se intergradează, a treia (semirufus) fiind după cât se pare izolată. Subspecia ochruros se intergradează cu subspecia gibraltariensis.
Variația geografică este foarte pronunțată la masculi, care se deosebesc mai ales prin extinderea negrului și cenușiului pe manta, spate și scapulare, extinderea albului pe marginile remigelor secundare și terțiare care formează (la unele subspecii) o oglindă alară distinctă pe aripa nedesfăcută și extinderea negrului și roșcatului pe părțile inferioare. La populațiile europene (subspecia gibraltariensis) toți masculii adulții sunt negri-funinginii și cenușii (mai întunecați pe față, gâtlej și piept) și au o dungă (oglindă alară) proeminentă albă pe aripi. Există și o oarecare variație ușoară a nuanțelor roșcate pe partea inferioară a abdomenului și pe părțile inferioare ale flancurilor, majoritatea nu au roșcat pe aceste părți, unii au puțin mai mult roșcat. Păsările cu o cantitate substanțială de roșcat pe o mare parte din abdomen și flancuri și care se amestecă neregulat cu culoarea negricioasă de pe piept, aparțin mai degrabă subspeciei ochruros, sau intergradează cu subspecia gibraltariensis, sau sunt hibrizi între codroșul de pădure și codroșul de munte. Păsările din Levant (subspecia semirufus) și Asia Centrală (subspecia phoenicuroides) au abdomenul roșu-portocaliu, clar delimitat de pieptul și gâtlejul negre și în general nu au o dungă albă pe aripă. Păsările cuibăritoare în Turcia și Caucaz (subspecia ochruros) sunt intermediare între aceste două tipuri, în vestul Turciei sunt în general mai asemănătoare cu păsările europene (subspecia gibraltariensis), dar mai la est sunt destul de variabile și unele au o înfățișare foarte asemănătoare cu subspecia phoenicuroides din Asia Centrală.
Variația geografică la femele și juvenili este mai puțin evidentă, și se referă în principal la coloritului general al penajului capului și corpului. Femela și masculul tânăr al subspeciei europene gibraltariensis sunt cenușiu-brunii funinginii (cenușiu-șorecii) pe cap și corp, ceva mai întunecați și „mai murdari” decât femela codroșului de pădure, fără vreo nuanță portocalie sau ocru pe piept întâlnită de obicei la această specie și au de obicei gâtlejul mai puțin deschis. La fel ca masculul, femela și juvenilul au coada roșu-portocalie, aceasta fiind cea mai distinctivă caracteristică a lor. Femelele din estul arealului au capul și pieptul mai viu colorate, cenușiu-șorecii cu o nuanță brună, abdomenul cu o ușoară nuanță portocalie și părțile superioare brun fumurii. Ele se se mai deosebesc de femela codroșului de pădure prin aceea că sunt în general mai întunecate, dar unele se aseamănă. Juvenilul subspeciei europene gibraltariensis este foarte asemănător cu femela.
Vârsta păsărilor în primul an de viață ale tuturor subspeciilor poate fi determinată ținând pasărea în mână (sau de la o mică distanță pe teren) prin remigele (inclusiv remigele terțiare), rectricele, supraalarele primare și unele sau toate supraalarele mari nenăpârlite păstrate de la juvenil, cu margini mai brunii (și vârfuri ascuțite), care contrastează cu supraalarele mijlocii năpârlite mai întunecate.

### Subspecia gibraltariensis

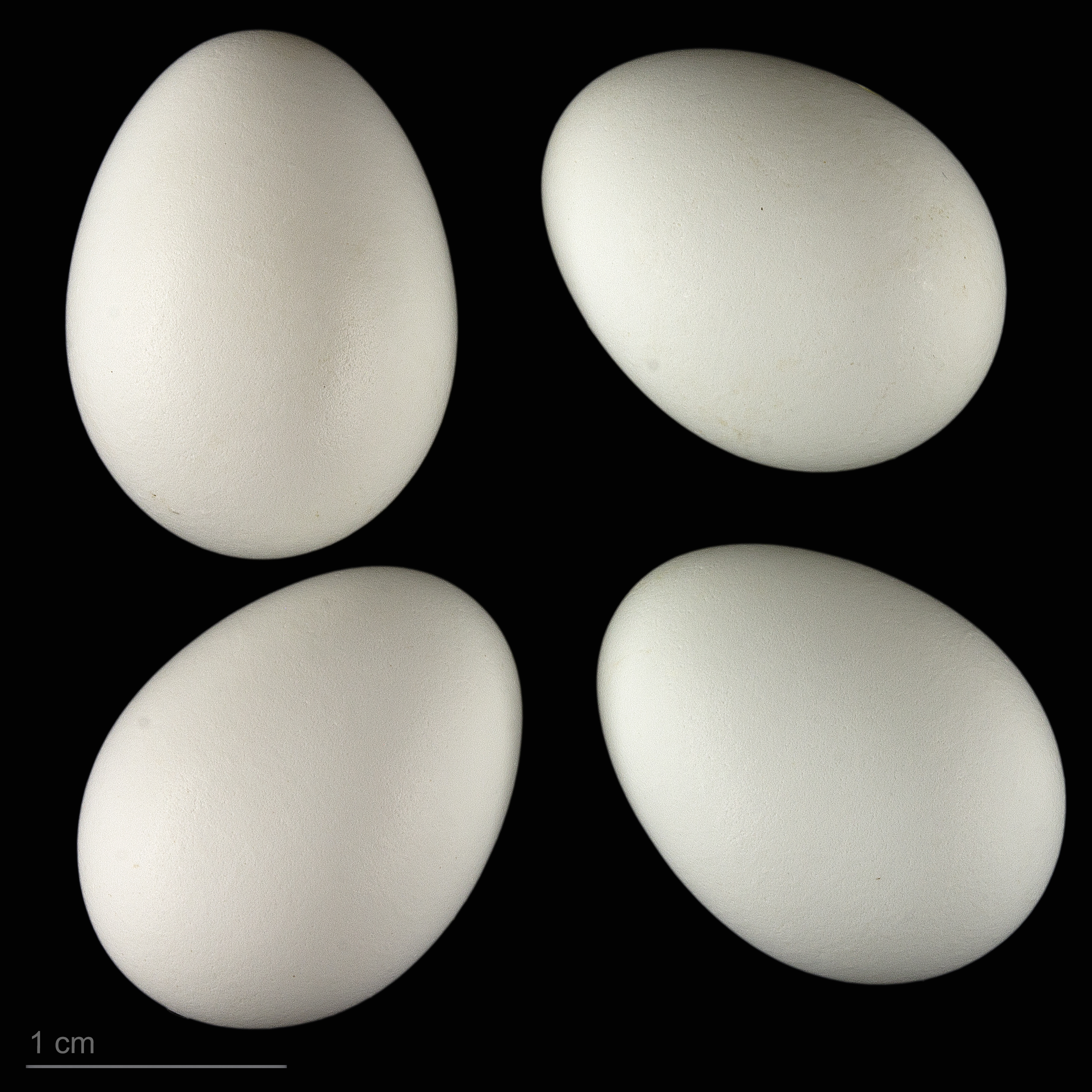
Phoenicurus ochruros gibraltariensis - MHNT

Subspecia gibraltariensis este tratată mai sus, la Descriere. Corpul masculului adult este negru, cenușiu și alb, de obicei cu portocaliu restrâns la regiunea anală și tectricele subcodale, puțini au o culoare portocalie vagă pe abdomen și partea inferioară a flancurilor. Pe aripă are o pată albă mare. Mantaua și spatele au o culoare variabilă, sur-cenușie, neagră sau un amestec.
Masculii care cuibăresc în Peninsula Iberică (subspecia „aterrimus”) sunt de obicei mai negri deasupra decât în restul Europei, însă multe variații și suprapuneri fac ca această subspecia să fie dificil de recunoscut ca distinctă după regula celor 75% a distinctivității subspeciei.

### Subspecia ochruros
Subspecia Phoenicurus ochruros ochruros (codroșul de munte caucazian sau codroșul de munte al lui Gould) cuibărește în centrul și estul Turciei, Caucaz, nord-vestul Iranului; migrează pe distanțe scurte pentru a ierna în Cipru, Irak, sud-vestul Iranului. Subspecia este destul de variabilă, în special spre est. Prezintă unele semne de intergradație secundară în centrul Turciei cu subspecia gibraltariensis (dar slab studiată în detaliu) și în sud-estul Turciei cu subspecia semirufus. 
Masculul adult are o culoare foarte variabilă. Unii masculi adulți au o pată (oglindă alară) albicioasă pe aripa închisă, care este de obicei îngustă și mică, uneori cu o nuanță cenușie.Unii seamănă cu masculii subspeciilor semirufus sau phoenicuroides, dar mulți au pieptul și partea superioară a abdomenului de culoare neagră care se contopește cu partea inferioară a abdomenului roșiatică. Păsările cu o înfățișare generală asemănătoare cu alte subspecii estice (phoenicuroides, rufiventris, semirufus), care au mai mult roșu-portocaliu pe abdomen, diferă de obicei de acestea prin aceea că au o margine neuniformă sau difuză între pieptul negru și abdomenul roșu-portocaliu.
Masculii subspeciei ochruros seamănă și cu masculii subspeciei europene gibraltariensis, dar mulți nu au o oglindă albă pe aripă și au partea inferioară a abdomenului roșcată, dar unii nu au o culoare roșcată pe abdomen, în timp ce alții din estul Turciei pot avea atât oglindă albă pe aripă, cât și abdomenul roșcat. Masculul adult diferă de cel al subspeciei gibraltariensis prin aceea că are o culoare portocalie variabilă destul de pronunțată (amestecată cu cenușiu și alb) pe abdomen și partea inferioară a flancurilor, de obicei cu o margine pătată sau difuză (vag conturată) cenușie și neagră între pieptul negru și abdomenul roșu-portocaliu. Masculul subspeciei ochruros se deosebește în general de masculul subspeciei gibraltariensis prin spatele, supraalarele și axilarele negre (cenușiu-cărbunii) în loc de cenușiu-ardezii, negrul se extinde mai mult în jos pe piept și abdomen, iar partea inferioară a abdomenului este roșu-castanie în loc de cenușie. și are partea inferioara a frunții, sub forma unei dungi negre înguste deasupra ciocului, dar, în medie, mai lată decât la subspecia gibraltariensis.
Se remarcă diverse grade de asemănare a masculului cu masculul subspeciilor din Europa și Asia Centrală, ceea ce a făcut posibilă specularea cu privire la originea hibridă a subspecii ochruros. De subspeciile din Asia Centrală, cu care sunt mai asemănătoare, subspecia ochruros se deosebește printr-o extensie mai mare a negrului pe piept și axilarele ruginii cu un amestec de cenușiu; unele păsări au o oglindă albă pe aripă, spatele cu un amestec considerabil de negru. În general, se pot remarca trei tipuri de colorit. 1. asemănător cu cel al subspeciei gibraltariensis - partea dorsală a corpului este cenușiu-închisă, pata neagră de pe piept este mică, flancurile și axilarele sunt cenușii, oglinda albă de pe aripa este bine dezvoltată. 2. Mantaua și aproape tot abdomenul sunt negre, doar partea inferioară a abdomenului rămâne cenușie, subalarele sunt cenușii, oglinda alară este slab dezvoltată. 3. Asemănător cu tipul precedent, dar partea inferioară a abdomenului este roșiatic-ruginie, iar axilarele sunt negre.
Masculul adult (în penajul de primăvară și vară sau nupțial) are partea superioară a frunții, creștetul și partea superioară a cefei (și partea inferioară a spatelui) de culoare închisă cenușiu-ardezie (cenușiu-închisă) devenind cenușiu mai închisă în partea centrală a cefei. Mantaua, spatele (cu excepția porțiunii inferioare) și penele scapulare de culoare negricioasă cenușiu-cărbunie sau negru-cenușie (bazele și centrele penelor negricioase cu vârfuri și margini late cenușiu-închise sau cenușiu-ardezii).
Târtița, tectricele supracaudale și rectricele laterale ale cozii roșu-castanii sau portocaliu-roșiatice (roșcat-portocalii), cele două rectrice centrale ale cozii negricioase, brun-închise.
Tectricele supraalare cenușiu-cărbunii ca și mantaua și scapularele sau ușor mai negre, supraalarele (mai ales cele mijlocii) tivite îngust pe margini cu cenușiu-închis (cenușiu-ardeziu). Remigele aripilor și remigele terțiare de culoare întunecată brun-negricioasă. Unii masculi au remigele secundare și terțiare tivite îngust pe marginile steagurile externe cu o culoare variabilă cenușiu-deschisă sau alb-cenușie, formând o pată (oglindă alară) deschisă sau albă pe aripa nedesfăcută (tivurile dispar întotdeauna în penajul uzat). Oglindă alară albă sau albicioasă (dacă există) de pe aripa masculului adult este de obicei îngustă și mică, uneori cu o nuanță cenușie. Remigele primare au marginile înguste ocru-deschise sau cenușiu-deschise în penajul proaspăt. Tectricele subalare și axilare negricios-spălăcite sau castanii (brun-roșcate) la unii.
Partea inferioară a frunții, un spațiu îngust deasupra ochiului, obrazul, regiunea auriculară, laturile gâtului, bărbia și gâtlejul (gușa) sunt intens negre, devenind cenușiu-cărbunii pe piept, partea superioară a abdomenului și partea anterioară a flancurilor. Partea inferioară a abdomenului, partea posterioară (inferioară) a flancurilor și tectricele subcodale sunt (la fel ca și târtița și rectricele laterale ale cozii) viu sau intens colorate cu roșcat-portocaliu sau roșcat-castaniu (cu excepția coapselor brunii), uneori cu o ușoară nuanță albă pe centrul abdomenului. În penajul proaspăt penele de pe piept și abdomen sunt tivite pe margini și vârfuri cu cenușiu. Marginea între partea superioară neagră a abdomenului și partea inferioară roșu-portocalie a abdomenului este neuniformă sau vag conturată.
Ochii bruni sau brun-închiși. Ciocul, picioarele și labele negre. Irisul brun-închis.
Mascul adult în penajul proaspăt (toamna și la începutul iernii) este ca în penajul de vară, dar partea superioară a frunții, creștetul, mantaua și scapularele sunt cenușii ușor mai deschise (penele au vârfuri mai late cenușii care acoperă și ascund bazele negricioase ale penelor) și pot avea o dungă transversală mai deschisă sau cenușiu-albicioasă în centrul frunții. Remigele aripilor și remigele terțiare sunt negre, remigele secundare și terțiare au marginile albe bine conturate care în ansamblu formează o oglindă alară deschisă proeminentă pe aripa nedesfăcută, remigele primare au margini înguste ocru-deschise sau cenușiu-deschise.
Mascul adult în penajul intens uzat (la sfârșitul verii) are mai mult negru pe manta, spate și scapulare, remigele aripilor sunt negru-brunii tivite foarte îngust pe margini cu ocru-deschis (tivurile pot fi absente) și unii au vârfurile penelor deschise sau albicioase pe partea inferioară a pieptului și flancuri.
Femelă adultă este cenușiu-șorecie, mai brunie pe obraji și regiunea auriculară, mai închisă pe aripi, regiunea anală și tectricele subcodale sunt ocru până la ocru-portocalii, coada ca la mascul. Seamănă cu femela subspeciei gibraltariensis, dar are partea inferioară a abdomenului este nuanțată cu portocaliu sau castaniu (brun-roșcat) deschis, iar părțile inferioare au o nuanță mai puțin pur cenușie.
Femelă adultă în penajul proaspăt (toamna) are fruntea, creștetul și părțile superioare (inclusiv partea inferioară a spatelui), laturile gâtului și scapularele cenușiu-șorecii cu o nuanță ocru-brun-deschisă sau brună. Partea inferioară a frunții și lorul (lorum) sunt ușor mai deschise sau ocru-brunii, iar obrajii și regiunile auriculare sunt ușor mai viu colorate cu ocru-bruniu. Inelul ocular îngust ocru-deschis (adesea mai lat în jumătatea posterioară a ochiului). Târtița, tectricele supracaudale și părțile laterale ale cozii portocaliu-roșiatice, mai deschise și mai puțin viu colorate decât la mascul, rectricele centrale ale cozii sunt brun-închise. Supraalarele mici ca și scapularele, supraalarele mijlocii brun-închise cu margini înguste brun-cenușii, supraalarele mari, remigele aripilor și remigele terțiare brun-închise cu margini înguste ocru-brun deschise (nu formează o oglindă alară deschisă), supraalarele mari au vârfurile ușor mai deschise sau mai cenușii care formează o dungă îngustă distinctă pe aripă. Părțile inferioare similare cu părțile superioare sau ușor mai deschise pe bărbie și laturile gâtlejului, iar partea inferioară a abdomenului, regiunea anală și tectricele subcodale sunt portocaliu-deschise sau ocru-portocalii.
Femelă adultă în penajul uzat (de la mijlocul până la sfârșitul verii) ca în penajul proaspăt, dar coloritul general este ușor mai spălăcit și marginile tectricelor supraalare și remigelor aripilor se decolorează devenind albicios-spălăcite sau ocru-albicioase și pot forma o oglindă alară îngustă sau indistinctă pe aripa închisă.
Juvenilul este foarte asemănător cu femela adultă, dar este mai întunecat deasupra și de dedesubt, cu aspect vag solzos întunecat de la gâtlej până pe abdomen. Are o nuanță brun-măslinie pe cap și părțile superioare; vârfurile sau marginile penelor de pe creștet, față și ceafă sunt întunecate și este pătat puțin mai întunecat pe manta, spate și scapulare. Poate avea striații ocru fine pe regiunea auriculară. Târtița, tectricele supracaudale și laturile cozii la bază sunt portocalii ușor mai deschise. Coada ca la adult, dar poate avea o nuanță brună sau brun-măslinie la vârfurile rectricelor laterale. Aripile brun-închise, supraalarele mijlocii cu margini înguste ocru-brune, supraalarele mari au marginile și vârfurile ocru-brunii deschise, remigele aripilor și remigele terțiare ca la femela adultă, dar tivite lat pe margini cu ocru-deschis sau ocru-brun viu. Părțile inferioare ca la femelă, dar gâtlejul și pieptul au vârfurile penelor întunecate sau ușor mai deschise ocru, penele de pe centrul abdomenului până la regiunea anală sunt ocru-deschise cu margini mai întunecate.
Masculul subadult în primul an de viață (începând cu august) se aseamănă cu femela adultă, dar are o culoare oarecum variabilă. Unii sunt asemănători cu masculul adult și au capul și părțile superioare până la piept mai întunecate, partea inferioară a abdomenului până la tectricele subcodale (uneori partea posterioară a flancurilor) sunt spălăcite brun-roșcate sau castanii  și unele remige secundare și terțiare au marginile ocru-deschise. Alții sunt mai asemănători cu femela adultă, dar au părțile superioare, pieptul și flancurile mai cenușii.
Date biometrice. Lungimea aripii la mascul 80-87 mm (în medie 83,4), la femelă 76-82 mm (în medie 79,3). Lungimea cozii la mascul 54-66 mm (în medie 60,1), la femelă 53-60 mm (în medie 57,4). Ciocul, tarsul și formula alară ca la subspecia gibraltariensis.

## Năpârlirea
Schimbarea penajului are loc ca la codroșul de pădure. Adulții năpârlesc complet, iar juvenilii parțial.
Năpârlirea postnupțială completă a adultului are loc în apropierea locului de cuibărit, de obicei de la jumătatea lui iulie până la începutul lui septembrie, dar unele păsări încă mai hrănesc puii din a treia pontă sau ponta de înlocuire și termină năpârlirea abia la începutul lunii octombrie. Nu există o năpârlire prenupțială în timpul iernii. Penajul de vară este dobândit fără năpârlire, ca urmare a uzurii vârfurilor deschise ale penelor.
Năpârlirea post-juvenilă (cu trecerea în penajul din primul an de viață) este doar parțială și nu atinge remigele aripilor, remigele terțiare, supraalarele mari externe sau supraalare primare,
năpârlesc numai penele de cap și de pe corp, supraalarele mici și mijlocii, unele (până la șase) supraalare mari interne și, excepțional, remigele terțiare. Năpârlirea post-juvenilă are loc la sfârșitul verii, de la mijlocul lui august până la mijlocul lui octombrie, dar această perioadă depinde în totalitate de data eclozării și începe de obicei la vârsta de 89-95 zile. În nordul Europei și sudul Rusiei, unii juvenili ai subspeciilor gibraltariensis și phoenicuroides termina năpârlirea până la sfârșitul lui iulie, în timp ce alții abia părăsesc cuibul în această perioadă și rămân în penajul juvenil (nenăpârlit) până la mijlocul lui septembrie (aceasta este probabil valabilă și pentru subspecia nominată ochruros și subspecia rufiventris).
Uneori, masculii tineri din prima vară a vieții rămân asemănători cu femela (morfa cairii) și se reproduc în acest penaj, în alte cazuri, după prima năpârlire sunt asemănători cu masculii adulți (morfa paradoxus), dar diferă de ei prin remigele aripilor și rectricele cozii păstrate de la penajul juvenil.

## Vocea
Cel mai frecvent strigăt este strigătul de contact emis pe tot parcursul anului (cu toate că păsările în pasaj și în cartierele de iarnă sunt în general tăcute), un "vist", "sip", "sit", sau "tsip" fluierător sau șuierător puternic, ușor ascuțit ca de șoarece, cu același ton sau slab variabil, adesea repetat în șir pe un ton nerăbdător: "vist-vist-vist ", "sit-sit-sit", "tsip-tsip-tsip". Uneori emite o serie mai lungă de note sau un "tr-r-r-r-r-r" slab, ușor zăngănitor, adesea emis și în timpul paradei nupțiale dar cu un ton foarte slab, aproape torcător. Strigătul este mai puternic decât strigătul mărăcinarului negru (Saxicola torquatus), dar în alte privințe similar.
Strigătul de alarmă sau când este foarte agitat este un "tk" sau "tuk" ascuțit și puternic, foarte scurt, sec ca un clic sau plescăit de limbă, emis cu un ton jos, în contexte de dispute teritoriale mai agresive acest strigăt este mai puternic. În caz de alarmă maximă strigătul de alarmă poate fi combinat cu strigătul de contact fluierător în serii mai lungi sau mai insistente, "vist tk-tk", "uii tuk tuk" sau "uii-ciuk", sau emis în serii rapide, "vist, tk-tk-tk", "tk-tk-tk-tk", "tsip-tk-tk", întrucâtva asemănătoare cu sunetul scânteilor electrice. Strigătele de alarmă amintesc de notele similare ale mărăcinarului negru (Saxicola torquatus).
Când își apără puii de un intrus sau prădător, adulții emit un "ket-ket-ket" sau "sip sip sip tuk tuk tuk" sec.
În timpul paradei nupțiale mascul emite un "fiu-ii fiu-ii" lent, iar femela poate răspunde cu un fluierat slab melodios. Emite și diverse fluierături și ciripituri scurte în perioadă nupțială și în timpul conflictelor.
Cântecul este scurt și sonor, repetat fără grabă, și constă de obicei din patru părți: începe cu o serie scurtă distinctivă de fluierături repetate destul de slabe, zornăite, dar dulcege și muzicale, "si-sru till-ill-ill-ill-ill-ill", "tuuiduuiuiui", "tsii sissssi sip", "tsii sisssi sii", cu prima serie de note ascendente și a doua serie plată (cu același ton) sau ușor descendentă, urmată uneori de o pauză foarte mică de cca. 1-2 sec., apoi urmează o serie de note deosebite metalice joase (care nu se aud de departe), "crșcsrșcsrș" sau "drrr-drrr", grosiere și stridente, scârțiitoare sau trosnitoare (pârâitoare), asemănătoare cu scârțâitul de sub picioare a pietrișului sau a bucăților de sticlă spartă sau cu sunetul a câtorva bile de rulment mici zguduite împreună într-o pungă, după care cântecul se termină cu câteva note scurte fluierătoare "srusvisvi" sau "duuidu", de ex. "si-sru till-ill-ill-ill-ill-ill........(crșcsrșcsrș) srusvisvi", "tuuiduuiuiui, drrr-drrr-duuidu", "tsitsitsitsi... crșcrș, sriui-ui-ui", uneori componentele cântecului sunt emise într-o altă ordine. Cântecul este repetat de obicei de câteva ori înainte de o pauză îndelungată, apoi este reluat din nou.
Cântecul este ușor variabil geografic (și de o calitate mai inferioară la păsările subadulte) sau variația nu este legată de vârstă sau din punct de vedere geografic. Variațiile includ un cântec care începe cu un "sii-deliiuu" slab fluierător sau cu câteva note seci sau scârțiitoare, urmate de un "tsii-sisssiii-sii tuii titittilip" sau "tsii tissssisip" muzical, acesta din urmă poate fi emis puțin mai rapid și este ușor zăngănitor sau șuierător asemănător cu cel al câneparului (Carduelis cannabina), dar este de obicei urmat de câteva note grosiere sau stridente scârțâitoare sau trosnitoare. Cântecul nupțial este mai șuierător și mai strident. 
Cântecul poate include și unele imitații ale altor păsări, inclusiv ale scoicarului (Haematopus ostralegus), pitulicii mici (Phylloscopus collybita), pițigoiului mare (Parus major), pițigoiului albastru (Cyanistes caeruleus) și graurului (Sturnus vulgaris).
Masculul cântă în zori și pe înserate. Cântecul codroșului de munte este de obicei unul din primele cântece ale păsărilor care se aud la primele luciri ale zorilor (mai ales când este încă întuneric). Masculul adult cântă de pe un suport înalt proeminent (vizibil), de pe o stâncă sau de pe un acoperiș. Cântă mai ales primăvara și vara, la începutul și în timpul sezonului de cuibărit, de obicei încetează să cânte când ouăle sunt depuse, dar poate relua cântatul pentru puțin timp înainte de a pleca din locurile de cuibărit, uneori cântă și toamna (după finalizarea năpârlirii) și iarna. Din când în când cântă noaptea, mai ales în nopțile cu lună plină sau în apropierea felinarelor de stradă. În Asia Centrală (munții Pamir) au fost înregistrate păsări cu penaj femel care cântau.

## Habitatul
Este o pasăre cuibăritoare predominant montană, dar în ultimele decenii a devenit foarte antropofilă și cuibărește în construcțiile create de om din sate, orașe mici și mari de la altitudini mai mici. Habitatele preferate rămân totuși terenurile deschise și stâncoase și versanți, acolo unde sunt prezente stâncării.
În zonele montane, cuibărește în locuri stâncoase cu vegetație rară, inclusiv pe culmile munților stâncoși până la limita zăpezilor, pe pantele deschise pietroase sau stâncoase cu vegetație xerofitică răzleață, în grohotișuri, pe stâncăriile din văile râurilor montane și în viroage, pe faleze și platouri, în bolovănișuri și pe pantele uscate ale dealurilor cu vegetație rară sau tufișuri răzlețe, mai ales de ienupăr (Juniperus) sau pelin (Artemisia), adesea în jurul așezărilor omenești sau în interiorul lor. Poate cuibări și în diferite găuri din malurile râurilor sau eventual chiar scorburi.
De obicei evită pădurile (inclusiv marginile lor), pajiștile alpine și zonele cu vegetație alpină deasă, dar în centrul și estul Turciei se întâlnește în pădurile deschise la limită superioară a lor. În nordul și vestul Pakistanului cuibărește mai ales în pădurele de ienupăr pitic (Juniperus macropoda) și în nordul Pakistanului cuibărește pe pantele pietroase ale dealurilor adesea în pădurile mici deschise sau luminoase de cedru de Himalaia (Cedrus deodara), în pinii Gerard (Pinus gerardiana) și în desișurile de măceș Webb (Rosa webbiana), dracilă (Berberis) și ienupăr comun (Juniperus communis) și în sălcișuri. În Himalaia cuibărește în stepe relativ aride acoperite cu bolovăniș, văi stâncoase deschise și vâlcele, pe pantele cu rămășițe de stâncă acoperite cu iarbă, în sate, la altitudini de 3300–5200 m. În Afganistan se întâlnește pe versanți înalți și în defileuri, precum și în jurul terenurilor agricole și frecventează marginile drumurilor. În China cuibărește în tufărișuri, pajiști, terenuri agricole și în jurul clădirilor, la altitudini de peste 3000 m. În Orientul Mijlociu și în nordul Africii se întâlnește des în zonele de coastă, de asemenea, în zonele cu arbuști din jurul ruinelor, la marginile deșerturilor, în djebele, ueduri, în albiile uscate ale râurilor sau pâraielor și în oaze. În regiunile cu păduri, le preferă pe cele cu specii de foioase sau amestec, unde este întâlnită doar la liziera pădurilor. Codroșul de munte este înlocuit de codroșul de pădure în locurile în care se întâlnesc ambele specii când proporția arborilor este mai mare de 27%.
În Carpați cuibărește mai ales pe pantele montane acoperite cu ienupăr (Juniperus), în grohotișuri și bolovănișuri. În estul regiunii mediteraneene cuibărește în regiuni montane aride cu tufisuri răzlețe și vegetație dominată de tragacant (Astragalus gummifer), în principal la altitudini de 1.400–2.250 m (de la 800 m în Liban). În sudul Europei cuibărește mai ales în stâncării montane, dar în ultima vreme a devenit o prezență destul de comună în localități.
Cuibărește de la nivelul mării până la 2.400 m în Europa, la 2.000–3.000 m în Caucaz, la 1.800–3.600 m în Munții Atlas din Maroc, în Algeria la circa 1700 m, în Afganistan la 2.200–4.000 m, în sudul Altaiului la 1.400–2.200 m și la circa 3.200 m în Altaiul Mongol, până la 2.800 m în vestul Tian-Șanului, în Himalaia la 3.300–5.200 m și în centrul Chinei la peste 3.000 m. În Alpii Europeni densitatea populației crește odată cu altitudinea, însă este rareori întâlnit la înălțimi mai mari de 2400 m.
S-a adaptat recent la habitate artificiale similare cu cele din munți în sate, orașe mici și mari în sudul Rusiei și o mare parte a Europei, inclusiv în orașe dens populate, cum ar fi Londra și Istanbul, dar evită zonele cu grădini și parcuri mari, în schimb preferă locurile mai pustii cu teren deschis sau nelocuit cu vegetație rară (chiar suprafațe relativ mici, de exemplu, cimitire), dar și locuri adecvate liniștite pentru cuibărit care imită mai îndeaproape habitatele stâncoase, inclusiv clădirile publice mari, blocurile cu apartamente, complexele industriale (clădiri de fabrici, uzine de gaz), depozite abandonate, șantiere navale, porturi, gări feroviare și linii feroviare de rezervă, turnuri de biserici, castele, silozuri, șantiere de construcție, clădiri urbane ruinate și locuri bombardate în trecut, dar selecția locurilor pentru cuibărit este întâmplătoare sau tradițională și multe locuri aparent adecvate rămân neocupate sau sunt ulterior abandonate.Deși larg răspândită în cea mai mare parte a Europei și, în ciuda faptului că trăiește atât de aproape de om, puțini oameni în afară de specialiști și ornitologii amatori o cunosc pe nume. Utilizarea structurilor create de om pentru cuibărit a facilitat răspândirea speciei în zonele joase de câmpie din centrul și nordul Europei în secolul XX, dar răspândirea spre nord-vestul Europei se pare că a încetinit sau s-a oprit, întrucât populația cuibăritoare din Marea Britanie a scăzut în primii ani ai secolului XXI.
Iernează în locuri similare, în general la altitudini mai joase, de la nivelul mării până la 2500 m, în mare parte a Europei, inclusiv pe pantele accidentate ale dealurilor cu vegetație (arbuști sau tufe) răzleață, malurile stâncoase ale mării, în văile râurilor, canale de irigație, albiile râurilor uscate, în câmpii deschise cu arbori, la marginile terenurilor cultivate, în clădiri ruinate și în grădini din orașe și sate, de asemenea, în pădurile mici de palmier și curmali, în tufișuri de acacia, pâlcuri de tamariscă și garduri vii. În Himalaia iernează în regiuni deschise, cu arbuști sau cultivate, în crângurile din stâncării, în jurul satelor, de la câmpie până la poalele munților. În nord-estul Africii subspecia phoenicuroides iernează în același tipuri de habitate la peste 1300 m, iar în Arabia iernează în crânguri de palmieri și tamariscă (Tamarix) de la marginile câmpurilor. În Yemen iernează în regiuni muntoase la 1.300-3.700 m.
În România se întâlnește oriunde există habitatele preferate pentru cuibărit, de la câmpie până în golurile alpine, putând ajunge până la limita superioară a bradului. În Carpați se întâlnește atât în pădurea de conifere, cât și mai ales în regiunile pietroase și stâncoase printre grohotișurile și bolovănișurile din golul alpin. Cuibărește și în diferite găuri din malurile râurilor sau eventual chiar scorburi. În ultimele decenii a devenit foarte antropofilă, clocind și în clădirile din incinta unor așezări umane. În timpul migrației, mai ales toamna, se observă de asemeni și la câmpie.
În Republica Moldova cuibărește în zonele deschise, ierboase și stâncoase de pe malurile râurilor. Cuibărește, cu precădere, în lungul cursului fl. Nistru, din nord și până în centrul republicii. În localități își amplasează cuiburile în construcțiile abandonate sau parțial deteriorate. Ion Ganea a găsit codroșul de munte cuibărind pe malurile stâncoase ale Nistrului între satele Naslavcea și Butor. În aprilie 1965, această specie a fost observată în vecinătatea a 7 localități situate pe malul stâng și drept al Nistrului: Nagoreni (regiunea Vinița), Rudi (raionul Soroca), Oxanovka (Regiunea Vinița), Năpadova (raionul Florești), Socola (raionul Șoldănești), Podoima (Raionul Camenca) și Jura (Raionul Rîbnița). Atunci au fost înregistrate 40-50 de perechi de păsări. În anii următori, această pasăre a fost văzută de-a lungul Nistrului și în alte locuri: în apropierea satelor Ivankov (regiunea Vinița), Trifăuți (raionul Soroca), Ofatinți (Raionul Rîbnița), Oxentea (raionul Dubăsari) și Butor (Raionul Grigoriopol). Ganea menționa că în total cel puțin 100-150 de perechi de păsări cuibăreau pe malurile Nistrului.

## Comportamentul
De obicei este întâlnit singur în afara sezonului de cuibărit, dar se pot adună în grupuri necompacte mici sau uneori mai mari în timpul pasajului, iar iarna unul sau doi pot zăbovi în locurile de hrănire preferate. Este întâlnit în perechi în timpul primăverii și verii, iar la sfârșitul sezonului de cuibărit în grupuri familiale mici.
Este activ și se mișcă repede și „nervos”. Nu este în general fricos și se cocoțează vizibil pe stânci, ziduri, copaci mici, garduri vii, tufișuri și clădiri. Spre deosebire de codroșul de pădure, preferă mult să se cocoțeze pe suporturi pe care stă în picioare (de ex. pe stânci, acoperișuri etc.), decât pe suporturi de care să se prindă cu picioarele (de ex. pe ramuri, crenguțe).
Fâlfâie din aripi mai ales când este nervos sau agitat. La fel ca și codroșul de pădure, care are o înfățișare similară, adesea își tremură (sau clatină) coada roșu-portocalie când stă cocoțat undeva, dar în general mai rar decât codroșul de pădure.
Zboară direct, de obicei pe distanțe scurte sau zboară ușor ondulat pe distanțe mai mari. Este mai terestru decât codroșul de pădure. Pe pământ se deplasează prin salturi sau aleargă înainte de a face o pauză cu capul ridicat.

## Hrana
Codroșul de munte este o specie predominant insectivoră și se hrănește mai ales cu insecte mici și cu omizile sau larvele lor. Consumă, de asemenea, și alte nevertebrate - râme, melci mici și păianjeni. Toamna, pe lângă insecte, el se hrănește și cu fructe diverse, diferite bobițe, în special de soc, dar și cu unele semințe. Proporția nevertebratelor și fructelor consumate este variabilă.
Nevertebratele din hrana codroșului de munte includ lăcuste (Acrididae), urechelnițele (Dermaptera), ploșnițe fitofage (Hemiptera), blatide (Blattodea), fluturi (Lepidoptera) adulți și omizile lor, diptere (Diptera) din cel puțin șase familii, inclusiv chironomide (Chironomidae) , afide (Aphidoidea), furnici (Formicidae), albine mici (Apidae) și viespi (Vespidae), gândaci (Coleoptera) adulți și larvari din cel puțin 12 familii, păianjeni (Araneae), oniscide (Oniscidea), diplopode (Diplopoda), moluște mici (Mollusca) și râme (Lumbricidae). Este o specie folositoare: distruge multe insecte dăunătoare în ecosistemele naturale și în cele antropizate, contribuind astfel la menținerea unui echilibru ecologic între componentele vii ale ecosistemelor.
Hrana vegetală constă din fructe, bobițe și semințe de ienupăr (Juniperus), măcriș (Rumex), troscot (Polygonum), crușățea (Barbarea), frag (Fragaria), mur (Rubus), păducel (Crataegus), vișin  și cireș (Prunus), mazăre (Pisum), crușin (Frangula), sânger (Cornus), soc (Sambucus), coacăz și agriș (Ribes), dud (Morus), măslin (Olea), caprifoi (Lonicera), iederă (Hedera), afin (Vaccinium), verigariui (Rhamnus cathartica). Bea și nectarul de aloe (Aloe) în timpul iernii.
Vara în Kârgâzstan în stomacurile a 50 de păsări au fost găsite ploșnițe fitofage, furnici și gândaci. În timpul iernii în Pakistan hrana este compusă din insecte, crustacee mici, păianjeni, în timp ce în cinci stomacuri în centrul Indiei s-au găsit multe furnici, ploșnițe fitofage (Hemiptera) și gândaci elaterizi (Elateridae) adulți și larvari.
În nord-vestul Spaniei în timpul verii, această specie este responsabilă de c. 30% din consumul fructelor vișinului turcesc (Prunus mahaleb) (în 604 de observații dintr-un total de 1854 observații ale păsărilor care se hrăneau cu aceste fructe în 56 de copaci timp de peste patru ani). În medie 14% din hrana adusă puilor din cuib includea fructele vișinului turcesc, cu o proporție mai mare în a doua jumătate a perioadei șederii puilor în cuib decât în prima.
Mâncarea adusă probabil puilor din cuib în Marea Britanie conținea 33% diptere (mai ales chironomide), 17% semințe și fructe, 6% furnici și 33% specii neidentificate.
Iarna în Franța, se hrănește în mod obișnuit cu bobițe de viță de Canada (Parthenocissus quinquefolia) și viță de Mongolia (Ampelopsis aconitifolia), consumând zilnic 50–100 de bobițe zilnic pe vreme rece.
În octombrie-februarie, în Spania, în 32 de pipote s-au găsit numai artropode mici și mijlocii (2–8 mm), 37,5% furnici lucrătoare, 17,3% furnici aripate, 31,7% gândaci (în principal curculionide, carabide și stafilinide), 3,5% urechelnițe, 3,2% larve și 6,8% altele. În timpul iernii în Mallorca (Spania), hrana cu nevertebrate mici a fost completată în mare măsură cu bobițele arborelui de mastic (Pistacia lentiscus). În sud-estul Spaniei în condiții aspre de iarnă, hrana este extrem de variată individual, dar întotdeauna se bazează pe furnicile lucrătoare și gărgărițele de pământ; insuficiența și calitatea nutritivă scăzută a prăzii disponibile pot impune o strategie generală (mai puțin selectivă) de hrănire și previne specializarea individuală.
Fiind o specie prevalent insectivoră, codroșul de munte își capturează prada pe sol sau din zbor. Hrana este vânată din ambuscadă, codroșul de munte folosind în acest scop crengile arborilor, care oferă un câmp larg de observare a prăzilor.
Codroșul de munte este mai terestru decât codroșul de pădure (Phoenicurus phoenicurus) și se hrănește în principal pe pământ (inclusiv pe malul mării), scormonind uneori până la 2-4 cm în pământul moale pentru a dezgropa larvele. De asemenea stă la pândă pe un suport jos (crengi etc) și se lansează în zbor spre pământ pentru a prinde prada și uneori face salturi aeriene puternice și rapide pentru a prinde insectele zburătoare. Planează pe loc pentru puțin timp pentru a prinde insectele de pe ziduri sau din frunzișul extern.

## Reproducerea
Codroșul de munte este o specie monogamă, foarte rar bigamă (masculul se poate împerechea cu două femele), de asemenea a fost observate cuiburi cu două femele care aveau grijă de ouă și hrăneau puii, mai ales în centrul Europei.
Hibridizează cu codroșul de pădure și, deși nu a fost înregistrat în sălbăticie, datele obținute din analizele microsateliților ADN indică hibridizarea ocazională a subspeciei phoenicuroides cu codroșul lui Hodgson (Phoenicurus hodgsoni).
Codroșul de munte este o specie teritorială, cu cuiburi distanțate unul de altul, distanța dintre cuiburi este adesea mică, distanța medie dintre cuiburi este de 200 m în Israel, dar în alte părți s-a înregistrat o distanță între cuiburi de numai 50 m. Mărimea teritoriului ocupat de o pereche este ușor variabilă, în Republica Cehă mărimea teritoriului variază între 0,85 ha și 1,98 ha, iar în Elveția au fost înregistrate trei perechi care cuibăreau în același hambar. Perechile cuibăritoare adesea se hrănesc la o oarecare distanță de teritoriul ocupat de ele. Densitățile teritoriilor de cuibărit sunt destul de mari în anumite părți ale arealului, de ex. 40 de teritorii/km2 în Ladakh, până la 80 de perechi/km2 în zona alpină a Elveției și 200–300 de perechi/km2 la peste 1.800 m în Georgia. Într-un studiu din Praga (Republica Cehă), dimensiunea medie a teritoriului ocupat de masculii adulți a fost de 1,21 ha și cea a masculilor subadulți 1,08 ha, fiind mai mare în grădină din oraș (1,98 ha), intermediară în microraioanele vechi (1,48 ha) și mai mică în microraioanele noi (0,85 ha).
Masculii de obicei ajung primii în locurile de cuibărit și își stabilesc teritoriul. Granița teritoriului ocupat este de obicei stabilită de suporturile de pe care cântă masculul. Masculul cântă adesea cocoțat în locurile expuse, cu picioarele întinse și fluturând coada în mod sacadat.
Formarea cuplurilor conjugale are loc în aprilie. Ritualul nupțial include și numeroase dansuri efectuate înainte de împerechere. În timpul paradei nupțiale masculul urmărește de obicei femela și cântă întruna de pe un suport. Pe pământ masculul aterizează în fața femelei și se sucește intr-o parte și în alta, apoi masculul și femela alergă rapid unul după altul, femela receptivă poate sta cocoțată vertical cu capul în sus, aripile lăsate în jos, coada ușor desfăcută în evantai și penele corpului zbârlite, în timp ce masculul bate tremurător din aripi înainte de copulație. Perechea formată rămâne împreună de obicei numai un singur sezon, uneori până scoate primul rând de pui, iar aceeași pereche se poate forma din nou în anul următor.
Sezonul de reproducere are loc de la mijlocul lui aprilie până la mijlocul lui iulie în vestul Europei, cu până la 2 săptămâni mai târziu în estul Europei, de la sfârșitul lui aprilie până în iunie în Maroc, în aprilie-iulie în Israel, în mai-august în India, în aprilie-iulie în Nepal și în iunie-iulie în China.
Cuibul este construit în întregime numai de femelă, dar ambele sexe ale subspeciei phoenicuroides au fost înregistrate că construiesc cuibul în Mongolia de către Kozlova. Cuibul are forma unei cupe adânci și și este împletit lax din de ierburi uscate (tulpini de graminee subțiri uscate), bețișoare, frunze, mușchi, diverse fibre vegetale, fasii de scoarță. Interiorul și căptușit cu păr de animale (inclusiv lână) și câteva pene.
În stâncării montane și în alte locuri prielnice cuibul este amplasat în crăpături de stânci, în grohotișuri sau pe terasele falezelor, în peșteri (grote), sau într-o gaură dintr-o movilă de pământ sau grămadă de pietre, sub bolovani sau pe pământ, uneori în bifurcația unui trunchi a unui copac. Poate cuibări și în diferite găuri din malurile râurilor sau eventual chiar scorburi. În localități sau în clădirile izolate aflate în munți sau poieni cuibul este amplasat în crăpăturile sau cavitățile din pereți și ziduri, sub țigle, sub streșine, pe grinzile de sub acoperișuri ori în poduri de case neumblate. Ocupă cu succes și cuiburile artificiale.
De obicei depune două ponte într-un an, în centrul Europei în anii prielnici, cu hrană suficientă și condiții climatice favorabile, până la 10% din perechi depun a treia pontă, mai ales dacă se află la altitudini mai joase. Prima pontă este depusă în România și Republica Moldova în a doua jumătate a lunii aprilie și începutul lunii mai, iar a 2-a în iunie; cea mai timpurie dată a unui cuibar, cu cinci ouă proaspete, a fost 9 aprilie 1903. Câteodată același cuib este folosit pentru prima și a doua pontă.
Ponta constă din 4-6 ouă (de obicei 5-6, rareori 4 ouă).  Ouăle sunt fusiforme, lucioase, în majoritate albe sau rareori verzi-albăstrui deschise sau cu o ușoară nuanță albăstrie, cu pete sau picățele mici brunii. Ouăle găsite de Dombrowski în România aveau o culoare albă, foarte rar albăstruie-spălăcită, și măsurau în medie 19,4×14,3 mm. Incubația este asigurată numai de către femelă și durează 12-17 zile.
Puii sunt nidicoli și au pe cap și pe spate puf lung, des, cenușiu închis, gâtlejul galben, umflătura marginală a ciocului smântânie. Puii din cuib sunt îngrijiți și hrăniți de către ambii părinți, hrana preferată fiind omizile, la care se adaugă și insecte adulte.
Puii părăsesc cuibul după 12–19 zile de la eclozare, dar adesea nu pot zbura câteva zile după ce au părăsit cuibul și rămân ascunși în apropierea acestuia și pot să se întoarcă în cuib pentru a se odihni; ei sunt hrăniți de părinți până la vârsta de 3-35 de zile, când devin complet independenți și pot să zboare și să își procure singuri hrana. Puii de obicei devin independenți după circa 11 zile după ce au părăsit cuibul, uneori până la 4 săptămâni, grupul familial poate rămâne împreună timp de 3-4 săptămâni.
A fost remarcat un comportament cooperativ (de ajutor) în sud-vestul Suediei, unde există un număr mai mare de masculi decât femele; masculii străini hrăneau împreună cu părinții puii din cuib și pe cei care au părăsit cuibul.
Succesul reproductiv al păsărilor tinere de un an (sau când unul dintre cei doi parteneri ai perechii este de un an) reprezintă doar jumătate din cel al păsărilor mai bătrâne. O femelă a depus 62 de ouă pe parcursul a cinci ani, din care au eclozat și au devenit zburători 49–51 de puii (7–14 puii pe an).
Masculii în vârstă de un an care au penajul asemănător cu cel al femelei (morfa cairii care reprezintă 45% din masculii teritoriali din populație), adesea cuibăresc în locuri suboptimale, cu puțini vecini (în mare parte și ei în vârstă de un an) și au un succes reproductiv mai mic decât masculii adulți și masculii de un an care au penajul asemănător cu cel al masculilor adulți (morfa paradoxus, aceștia de obicei își stabilesc teritoriile în zonele preferate de către masculii adulți).
Cauzele mortalității în rândul păsărilor inelate din nord-vestul Europei sunt animalele prădătoare domestice - 18%, omul (accidental) - 27%, omul (deliberat) - 23%, alte - 32%. Pisicile semisălbatice sunt principalul dușman al codroșului de munte și al altor păsări sinantrope. Astfel, în 2 sate montane din Elveția, prădarea cauzată de pisici a determinat nimicirea a 33% din ouă, moartea a 20% a puilor din cuib, cel puțin a 10% a puilor care au părăsit cuibul și a peste 3% a păsărilor adulte și în general a redus productivitatea populației locale cu cel puțin 12%. Puii sunt mai vulnerabili la prădare în perioada părăsirii cuibului și dobândirii independenței după 8 zile.  Reacția codroșului de munte la apariția unei pisici se manifestă mai puternic în perioada hrănirii puilor care au părăsit cuibul. Astfel, odată o femelă a planat țipând la o înălțime de aproximativ 0,7 m de prădător care a prins un pui care a părăsit cuibul. De asemenea, s-a observat că codroșul de munte a evitat acele curți unde existau pisici domestice.
Într-un studiu a 32 de cuiburi cu 144 ouă din regiunea Sumî (Ucraina) succesul reproductiv a fost de 80,6% (80,6% de pui care au părăsit cuibul), cauzele mortalității (19,4%) în rândul ouălor depuse și a puilor au fost: ouă nefecundate 0,7%, mortalitate embrionară 0,7%, pui abandonați de femelă sau dispăruți din alte cauze 4,2%, pui abandonați din cauza deranjării locului de cuibărit 10,4%, pui morți din cauza deranjării locului de cuibărit 2,8%, pui morți prin accidente 0,7%.
Ating maturitatea sexuală la vârsta de un an. Cel mai bătrân individ cunoscut (după datele de inelare) avea zece ani și două luni.

## Deplasări sezoniere
Codroșul de munte este o pasăre sedentară, parțial migratoare, vertical (altitudinal) migratoare și complet migratoare (migratoare pe distanțe mari) în diferite părți ale arealului.
Păsările din regiunile montane ale arealului de reproducere se deplasează pe distanțe scurte sau vertical (altitudinal) la altitudini mai joase în timpul iernii, iar unele dispersează mai larg în regiunea mediteraneeană. Păsările care cuibăresc în sudul Rusiei (Caucaz, Altai și munții Saian), nordul Mongoliei, vestul și nord-vestul Chinei și Kazahstan (probabil și în alte părți din centrul Asiei) sunt complet migratoare (migratoare pe distanțe mari). Păsările cuibăritoare din vestul și sudul Europei (Iberia, sud-centrul Franței, Italia, Balcani), centrul Turciei și nord-vestul Africii (Maroc) sunt predominant sedentare sau migrează altitudinal pe distanțe scurte.  Populațiile de pe platoul Tibet (Tibet-Qinghai), centrul Chinei, sunt după cât se pare predominant sedentare sau migratoare pe distanțe scurte, dar unele se deplasează spre sud până în nordul și nord-estul Indiei.
În România și Republica Moldova codroșul de munte este o specie migratoare, oaspete de vară, și în ciuda faptului că locurile de iernare sunt departe, această pasăre pleacă târziu din cartierele de cuibărit și se întoarce primăvara devreme. În România sosește din sud în a doua decadă a lunii martie și pleacă spre cartierele de iernat în octombrie.  În trecerea lui din Carpați, unde cuibărește, către locurile de iernat din Peninsula Balcanică sau altele mai sudice, acest codroș străbate și ținuturile Dobrogei, îndeosebi litoralul. Poate fi întâlnit în număr mic și iarna în Delta Dunării și zona lagunară. În Republica Moldova sosește la sfârșitul lunii martie - începutul lunii aprilie. În 1966, pe malul stâncos al Nistrului în vecinătatea satului Oxanovka (Regiunea Vinița)  apariția codroșului de munte a fost remarcată de Averin și Ganea pe 26 martie. Migrația de toamnă are loc destul de târziu. În 1965, în vecinătatea satului Socola (raionul Șoldănești) câțiva indivizi au fost observați pe 14 octombrie. Unele păsări sunt uneori întâlnite în Moldova până la începutul lunii noiembrie.
Masculii adulți se reîntorc de regulă în locurile de cuibărit cu până la 3–4 săptămâni înaintea femelelor. Există o anumită fidelitate atât făță de locurile de cuibărit cât și față de cartierele de iernat, într-un studiu o pereche inelată a revenit în același loc de cuibărit doi ani consecutivi, iar în al doilea studiu detaliat, 18 din 23 de păsări inelate au cuibărit în același locuri sau în apropierea lor. Există unele dovezi că masculii se reîntorc în același cartiere de iernat (în special în nordul Africii) în anii următori.
Pasajul subspeciei gibraltariensis este bine studiat. Pasajul altor subspecii este mai puțin cunoscut, dar se presupune că este foarte asemănător cu cel al subspeciei gibraltariensis.
- P. o. gibraltariensis. În Europa, populațiile din nord migrează spre sud-vest și ajung în sau trec în pasaj prin Insulele Baleare, estul și sudul Spaniei (de la mijlocul lui octombrie până la jumătatea lui noiembrie), Maroc și vestul Algeriei (majoritatea sosesc aici la sfârșitul lui octombrie și începutul lui noiembrie; cu o proporție mai mare a păsărilor tinere de un an), în timp ce cele care cuibăresc la est de longitudinea 13ºE se deplasează spre sud-est și ajung până în Egipt, în ambele cazuri ajung în cartierele de iernare în octombrie și le părăsesc în martie sau la începutul lui aprilie. Unele ajung în nord-centrul Africii probabil prin Italia, trecând în pasaj prin Malta de la jumătatea lui octombrie până la începutul lui noiembrie și sunt prezente pe coasta libiană din octombrie până la mijlocul lui aprilie.[4]

Juvenilii subspeciei gibraltariensis se dispersează din locurile de cuibărit din centrul Europei (și probabil din alte părți ale arealului) în iulie-august, deplasându-se mai ales spre vest și sud, dar unii se deplasează și spre est și nord-est. Pasajul adulților prin estul și sudul Marii Britanii (în special prin zonele de coastă) și vestul Europei spre vestul regiunii mediteraneene are loc de la jumătatea lui septembrie (uneori la sfârșitul lui august în Maroc), dar adesea perioada de vârf a pasajului are loc nu mai devreme de începutul lui octombrie și unii se află încă în pasaj în ultima decadă a lunii, iar pasajul păsărilor din primul an de viață spre nord-vestul Africii continuă în decembrie. Un număr mic (probabil migratori pe distanță scurtă) ajung în cartierele de iernat până la începutul lui septembrie, dar majoritatea păsărilor care iernează ajung în cartierele de iernat după mijlocul lunii octombrie. Păsările care cuibăresc în cele mai înalte regiuni montane din nord-vestul Africii sunt adesea prezente până la sfârșitul lui decembrie sau ianuarie înainte de a coborî la altitudini mai joase, de obicei sub 2.000 m.
Păsările inelate în Marea Britanie și Irlanda, Belgia, Luxemburg și Elveția au fost recuperate în octombrie-ianuarie în sudul Franței, Spania și Insulele Baleare, Portugalia și nordul Africii, în principal în Maroc și vestul Algeriei. Păsările din centrul Europei au fost recuperate în sud-estul Franței și Italia, iar păsările care iernează în Algeria și Tunisia provin din regiunea aflată între longitudinile estice 13°E și 18°E (mai ales din Germania, Polonia, Austria și Ungaria), iar cele care cuibăresc la est de 18°E iernează în principal în Balcani și estul regiunii mediteraneene. Recuperările păsărilor inelate arată că păsările din Germania iernează și în Insulele Egeene și în vestul Turciei. În timpul pasajului prin Gibraltar de la sfârșitul lui octombrie - noiembrie trec adesea câteva sute de păsări pe zi, traversând Marea Mediterană spre Tunisia de la sfârșitul lui septembrie și spre nordul Libiei de la mijlocul lui octombrie până la începutul lui noiembrie. Sosesc în Cipru de la mijlocul lui octombrie până la începutul lui noiembrie, în special din estul Europei și sud-vestul Rusiei, dar există recuperări a păsărilor din vestul Germaniei în nordul Egiptului și din estul Poloniei în centrul Italiei. În estul regiunii mediteraneene pasajul prin Liban, Israel, Iordania și Egipt are loc de la jumătatea până la sfârșitul lui octombrie (excepțional în august-septembrie în Egipt), dar majoritatea sosesc aici pentru a ierna abia în noiembrie și începutul lui decembrie.
Prezentă în cartierele de iernat mai ales din octombrie până la începutul lui aprilie. Este comună în Cipru de la sfârșitul lui octombrie până în februarie, în Iordania de la începutul lui noiembrie până la începutul lui martie. Un număr mic iernează în Corsica și Malta, și de-a lungul coastei nordice africane și mai la sud până la marginea nordică a Saharei. Oaspete de iarnă puțin numeros sau rar pe coasta Mauritaniei de la sfârșitul lui septembrie (o dată la sfârșitul lui august) și octombrie până în martie-aprilie. Este foarte numeroasă în pasaj și în timpul iernii în Israel din noiembrie până în martie și comună în Emiratele Arabe Unite de la sfârșitul lui octombrie până la începutul lui martie.
În migrația de primăvară pleacă din Cipru, Liban, Israel, Iordania, Egipt și nord-vestul Africii în februarie, iar majoritatea păsărilor migratoare trec în pasaj până la sfârșitul lui martie, dar pasajul continuă până la sfârșitul lui aprilie. Unele se întorc în locurile de cuibărit din Europa Centrală (Germania) până la începutul lui martie, în centrul Ucrainei și în Carpații din nordul României până la sfârșitul lui martie, când primele păsări migratoare trec în pasaj prin Maroc și sudul Spaniei și ajung în nordul Franței și sudul Angliei, dar pasaj principalul de întoarcere în centrul și vestul Europei are loc la începutul și la jumătatea lunii aprilie, iar unele mai sosesc în locurile de cuibărit la începutul lunii mai.
- Subspecia nominată ochruros este prezentă în locurile de cuibărit din Caucaz de la mijlocul lui martie - începutul lui aprilie până la sfârșitul lui septembrie. Migrează spre est până în  Armenia, Iran (Munții Zagros) și sud-est în regiunile adiacente din Irak unde iernează de la sfârșitul lui septembrie până la sfârșitul lui martie.[8][4]

- Subspecia phoenicuroides pleacă din Altai la sfârșitul lui august și începutul lui septembrie, uneori până la mijlocul lui octombrie, iar din sud-estul Kazahstanului la sfârșitul lui octombrie și iernează în nord-estul Africii și mai la est până în centrul Indiei. În Asia Centrală coboară din părțile mai înalte ale Pamirului la altitudini mai joase de la sfârșitul lui august până la începutul lui noiembrie.[8][4]

Trece în pasajul de toamnă prin Kazahstan de la sfârșitul lui august până la începutul lui noiembrie. Ajunge în câmpiile joase din Pakistan de la începutul lui octombrie (dar unele sunt încă prezente în locurile de cuibărit până la sfârșitul lunii) și puțin mai devreme, de la mijlocul lui septembrie, în Kașmir și regiunile colinare din vestul Himalaiei, unde sunt prezente până la sfârșitul lui martie. Trece în pasaj prin Statele Golfului Persic și Yemen mai ales în octombrie și sunt prezente aici de la mijlocul lui octombrie până la mijlocul lui aprilie (de la mijlocul lui septembrie până la sfârșitul lui mai în Kuweit, în noiembrie-februarie în sud-vestul Arabiei Saudite și de la sfârșitul lui septembrie până la începutul lui mai în Oman). Trece în pasajul de toamnă prin Bahrain în octombrie (cele care iernează aici sosesc în noiembrie-decembrie). În pasajul de primăvară trece prin Bahrain și Yemen la jumătatea și sfârșitul lui februarie și începutul lui mai (în principal în martie).
Este prezentă în nord-estul Africii de la sfârșitul lui octombrie și începutul lui noiembrie până la sfârșitul lui februarie și martie, deși unele, probabil necuibăritoare, rămân și în mai. Este prezentă în Somalia din octombrie până în martie.
Primele păsări se întorc în locurile de cuibărit din vestul Himalaiei până la sfârșitul lui martie și în sudul Kazahstanului la mijlocul și sfârșitul lui martie. Pasajul principal are loc mai târziu și ajung în sudul Altaiului la începutul lui aprilie, în timp ce majoritatea ajung în Altaiul Rusesc și Altaiul Mongol abia la sfârșitul lunii aprilie.
- Subspecia semirufus pleacă din locurile de cuibărit în octombrie - mijlocul lui noiembrie, este prezentă în Oman de la sfârșitul lui septembrie până la începutul lui mai, puțin numeroasă sau rară în sudul Israelului de la sfârșitul lui octombrie până la mijlocul lui martie. Primele păsări se întorc înapoi în locurile de cuibărit din nord-estul Israelului la începutul lui martie și pleacă în octombrie- noiembrie și probabil se dispersează mai departe spre est, sud și vest, dar datele sunt contradictorii.[8][4]

- Subspecia rufiventris coboară din munți spre câmpii în Pakistan unde iernează de la sfârșitul lui septembrie până la începutul lui aprilie, în principal din octombrie până în martie. Este prezentă în regiunile colinare premontane, câmpiile și văile râurilor din India Peninsulară de la sfârșitul lui septembrie, dar majoritatea sosesc în octombrie și este prezentă aici până la sfârșitul lui martie sau începutul lui aprilie. A fost înregistrată în pasaj în centrul Nepalului și Bhutan în septembrie-octombrie și la începutul lui noiembrie în Bhutan. Pasajul de primăvară spre locurile de cuibărit are loc în același timp cu pasajul subspeciei phoenicuroides, iar pasajul principal prin Bhutan de la mijlocul până la sfârșitului lui aprilie. A fost înregistrată în pasajul de primăvară în nord-estul Myanmarului în prima săptămână a lui aprilie și a plecat din Myanmar până la sfârșitul acestei luni.[8][4]

Subspecia nominată ochruros apare accidental în timpul vagabondajului în Kazahstan, Israel (trei înregistrări până în 1996) și Iordania. Subspecia gibraltariensis apare accidental în Emiratele Arabe Unite (înregistrată în decembrie 2011). Subspecia phoenicuroides apare accidental în Suedia (până la șapte înregistrări în octombrie-noiembrie 2011), Letonia (în ianuarie 2012), Marea Britanie (două înregistrări în noiembrie 2011), Olanda (patru înregistrări până în 2012), Spania (în martie 2011), Franța (în noiembrie 2011), Germania (în octombrie 2011), Austria (în noiembrie 2010), Cipru (c.10 înregistrări până în 2014). Subspecia semirufus apare accidental în Cipru și Maroc (mai 1995). Subspecia rufiventris apare accidental sau este oaspete de iarnă rar în est-centrul Chinei (Hebei, Shandong, Guizhou și Hainan), Coreea de Sud și sudul Indiei; apariții accidentale, probabil a acestei subspecii (rufiventris), au fost înregistrate în Tailanda. Subspecii neidentificate apar accidental în Islanda, insulele Feroe, Madeira (cinci înregistrări în ultimii 50 de ani până în 2006), insulele Azore (decembrie 2001 și subspecia gibraltariensis în martie 2011), Insulele Capului Verde (octombrie 1998), Senegal (patru înregistrari până în 2002), Mali (o înregistrare în Bamako în decembrie), Niger (trei înregistrări, toate în Air), Ciad, Hong Kong (aprilie 1995, aprilie 2011), Japonia, Taiwan, Tailanda (trei înregistrări până în 2006) și nordul Vietnamului (vestul Tonkinului).

## Populația, statutul și conservarea
Specia nu este amenințată cu dispariția la nivel global (LC după criteriile IUCN). Este o specie comună, local numeroasă sau foarte numeroasă. Specie protejată la nivel internațional: Berna 2, Bonn 2.
Populația europeană la mijlocul anilor 1990 a fost estimată la 3.647.070–6.161.507 perechi cuibăritoare (cu cel mai mare număr în Germania), la care se adaugă 50.000-500.000 perechi în Turcia, dar numai 1000-10.000 de perechi în Rusia; în acea perioadă în Spania se estimase că ar fi 400.000-900.000 de perechi.
În 2015, populația europeană cuibăritoare totală (inclusiv din Rusia Europeană și Turcia) a fost revizuită la 5.760.000-10.000.000 de perechi, ceea ce echivalează cu 11.500.000-20.000.000 de indivizi maturi. Europa constituie circa 35% din arealul global, și o estimare preliminară a mărimii populației globale este de 32.800.000-57.100.000 de indivizi maturi, dar este necesară o validare ulterioară a acestei estimări. Cele mai mari populații din Europa sunt în Franța (500.000-1.000.000 perechi cuibăritoare), Germania (710.000-1.100.000 perechi cuibăritoare), Polonia (1.100.000-1.400.000 perechi cuibăritoare) și Spania (740.000-1.115.000 perechi cuibăritoare). În Europa, trendul populațional general în 1982-2013 a fost considerat în creștere.
În România populația acestei specii a fost estimată la 390.000-780.000 de perechi cuibăritoare, fiind considerată în creștere. În Republica Moldova are un efectiv în creștere, populația cuibăritoare fiind estimată la 5.000-10.000 de perechi.
Populația europeană estimată de perechi cuibăritoare.
| Țara (sau teritoriul) | Populația estimată (perechi cuibăritoare) | Anul estimării |
| --------------------- | ----------------------------------------- | -------------- |
| Albania               | 2.000-7.000                               | 2002-2012      |
| Andorra               | 6.000-10.000                              | 1999-2001      |
| Armenia               | 30.000-50.000                             | 2002-2012      |
| Austria               | 130.000-210.000                           | 2001-2012      |
| Azerbaidjan           | 10.000-100.000                            | 1996-2000      |
| Bielorusia            | 20.000-35.000                             | 2001-2012      |
| Belgia                | 30.000-70.000                             | 2008-2012      |
| Bosnia și Herțegovina | 25.000-40.000                             | 2010-2014      |
| Bulgaria              | 30.000-60.000                             | 2005-2012      |
| Croația               | 50.000-100.000                            | 2014           |
| Republica Cehă        | 200.000-400.000                           | 2012           |
| Danemarca             | 500                                       | 2011           |
| Estonia               | 5.000-10.000                              | 2008-2012      |
| Finlanda              | 150-300                                   | 2006-2010      |
| Franța                | 500.000-1.000.000                         | 2008-2012      |
| Georgia               | Prezent                                   |                |
| Germania              | 710.000-1.100.000                         | 2005-2009      |
| Grecia                | 10.000-30.000                             | 2008-2012      |
| Ungaria               | 214.000-289.000                           | 2000-2012      |
| Italia                | 200.000-400.000                           | 2008           |
| Kosovo                | 7.000-10.000                              | 2009-2014      |
| Letonia               | 6.554-27.366                              | 2012           |
| Liechtenstein         | 300-500                                   | 2009-2014      |
| Lituania              | 30.000-50.000                             | 2008-2012      |
| Luxemburg             | 8.000-10.000                              | 2008-2012      |
| Macedonia             | 5.000-15.000                              | 2001-2012      |
| Moldova               | 5.000-10.000                              | 2000-2010      |
| Muntenegru            | 10.000-15.000                             | 2002-2012      |
| Olanda                | 24.719-33.874                             | 2008-2011      |
| Norvegia              | 10-30                                     | 2008-2010      |
| Polonia               | 1.100.000-1.400.000                       | 2008-2012      |
| Portugalia            | 50.000-100.000                            | 2008-2012      |
| România               | 390.000-780.000                           | 2010-2013      |
| Rusia                 | 90.000-330.000                            | 2004-2010      |
| Serbia                | 47.000-60.000                             | 2008-2012      |
| Slovacia              | 100.000-200.000                           | 2002           |
| Slovenia              | 120.000-175.000                           | 2002-2012      |
| Spania                | 740.000-1.115.000                         | 2004-2006      |
| Suedia                | 400-800                                   | 2008-2012      |
| Elveția               | 250.000-500.000                           | 2008-2012      |
| Turcia                | 400.000-900.000                           | 2013           |
| Ucraina               | 200.000-355.000                           | 2000           |
| Marea Britanie        | 19-44                                     | 2006-2010      |
| Uniunea Europeană     | 4.600.000-7.460.000                       |                |
| Europa                | 5.760.000-10.000.000                      |                |

Densitățile în locurile de reproducere prielnice sunt de circa 40 de perechi/km² (0,4 perechi/ha), dar numai 0,8–1,5 perechi/ha în zona alpină din Elveția (trei perechi a fost găsite într-un hambar), densități foarte mari de 2-3 perechi/ha au fost înregistrate în Georgia.
În Europa, arealul de cuibărit a subspeciei gibraltariensis s-a extins spre nord și est de la mijlocul secolului al XIX-lea, a început să cuibărească în insule daneze în 1890, Suedia în 1910, Insulele Britanice în 1923 și în Norvegia în 1944, dar populațiile din aceste zone periferice erau mici și au avut un succes reproductiv mai mic și probabil nu se autoîntrețineau. Studiile din sud-vestul Suediei au arătat o fidelitatea scăzute față de locurile de cuibărit a masculilor și că exista o populație flotantă estimată la 26%.  În estul arealului expansiunea este continuă, cu cuibăriri recent confirmate în sudul Rusiei în Ural în 2005 și de-a lungul râului Volga la sud până în Regiunea Saratov, și se întâlnește rar în pasaj în vestul și nord-vestul Kazahstanului..
În Insulele Britanice, populația cuibăritoare a crescut rapid la sfârșitul anilor 1940 și mai încet până în anii 1970, apoi a crescut din nou rapid și până în 1977 erau cunoscute mai mult de 100 de perechi sau masculi teritoriali în 16 comitate, atingând un maxim de circa 120 perechi până la sfârșitul anilor '80. De atunci creșterea populației se pare că a stagnat, fiind înregistrate doar aproape jumătate din acest maxim până la sfârșitul secolului XX, și de atunci s-au produs puține schimbări, cu 17–44 perechi (în 42 de locuri) în vara anului 2011 și 21 de perechi în centrul Londrei și 30–65 de perechi în 58 de locuri în 2012. În Scoția, este o pasăre rară în pasaj și oaspete de iarnă, dar a cuibărit de două ori, în 1976 și 1994. În 1981-1984, aproximativ 400 de indivizi au iernat în Marea Britanie (majoritatea în Anglia), dar numai câțiva în Irlanda.
Subspecia gibraltariensis cuibărește rar sau sporadic în munții din Maroc și Algeria, dar este comună și larg răspândită în timpul iernii, și rară mai la sud până la marginea nord-vestică a Saharei în sudul Mauritaniei și sudul Algeriei (munții Ahaggar). În Kazahstan subspecia gibraltariensis a fost observată abia în 2006, și de atunci au fost raportate 18 înregistrări a 23 de indivizi (în principal în vest) și este considerată un colonist incipient.
Subspecia nominată ochruros este larg răspândită și adesea numeroasă în Turcia; comună în Armenia; este un oaspete rar de iarnă și de primăvară în Cipru. Subspecia phoenicuroides cuibărește obișnuit în nordul Pakistanului, adesea destul de numeroasă în Afganistan, este neobișnuită iarna în Sudan, neobișnuită sau rară în Eritrea și Etiopia iarna, dar destul de obișnuită în nordul Somaliei; este rară în pasaj și iarnă în sudul Israelului (mai ales în Eilat în februarie-martie) și se întâlnește rar iarna în estul Arabiei Saudite. Subspecia semirufus este un vizitator de iarnă rar, dar regulat, în Arabia Saudită, și două păsări care aveau trăsăturile acestei subspecii au fost înregistrate în Iordania în noiembrie 1994. Populația subspeciei semirufus în Israel era de circa 100 de perechi în anii '80. Subspecia rufiventris este local comună în Himalaia și neobișnuită în pasaj în Bhutan, și puțin numeroasă sau rară în timpul iernii în Bangladeș și nordul Myanmarului.

### Amenințări potențiale
Efectivul speciei este influențat de fenomenul alterării și pierderii habitatelor caracteristice, în special a celor destinate cuibăritului, cauzate de schimbarea folosirii terenurilor. Se crede că reamenajarea pe scară largă și restaurarea clădirilor din centrele orașelor provoacă pierderea habitatelor adecvate de reproducere pentru specie în Europa. În plus, locurile de cuibărit sunt distruse sau perturbate accidental, deoarece specia cuibărește și pe liniile feroviare de rezervă, parcurile de camioane și locuri similare.
Printre alte amenințări se numără utilizarea mai mult sau mai puțin masivă și necontrolată a insecticidelor, pesticidelor și altor produse fitosanitare și efectul altor activități antropogene.

### Măsuri de conservare necesare
Interzicerea activităților care cauzează alterarea habitatelor de hrănire și reproducere a speciei. Reducerea folosirii pesticidelor în agricultură și silvicultură, aplicarea produselor veterinare și fitosanitare mai puțin toxice și persistente; regularizarea perioadelor de folosire a pesticidelor în funcție de fenologia speciei. Limitarea înființării carierelor și a altor infrastructuri industriale în locurile de reproducere a speciei. Instalarea cuiburilor artificiale în habitatele optime al speciei.
Sunt necesare inventarierea zonelor de reproducere actuale și potențiale, identificarea zonelor de cuibărit, migrație, hrănire și aglomerare importante pentru conservarea speciei, promovarea studiilor referitoare la diverse aspecte ale biologiei speciei, inclusiv ale parametrilor demografici.

## Legături externe

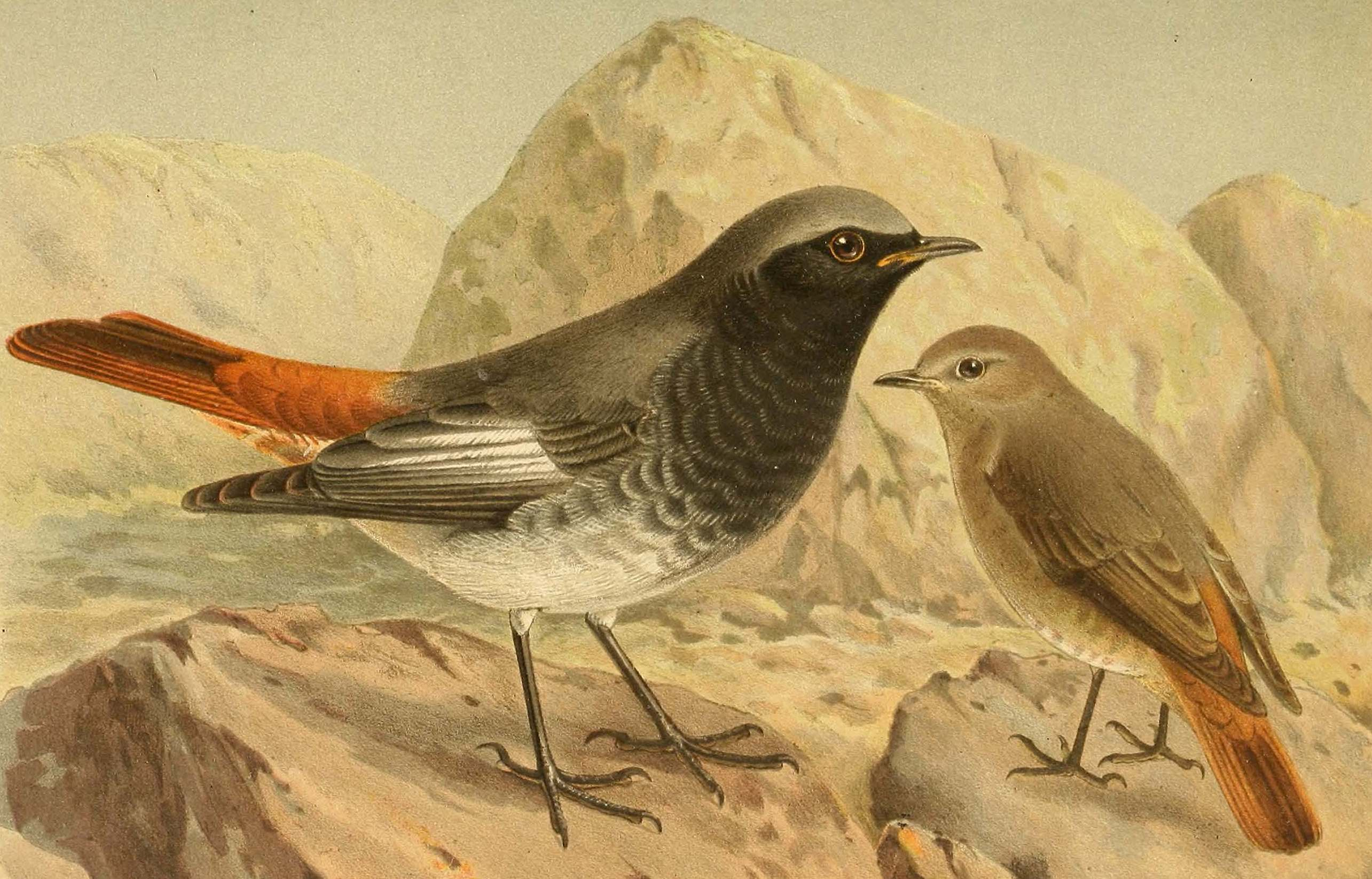
Codroșul de munte (subspecia Phoenicurus ochruros gibraltariensis) după Lord Lilford. Mascul adult (la stânga) și femelă adultă (la dreapta)
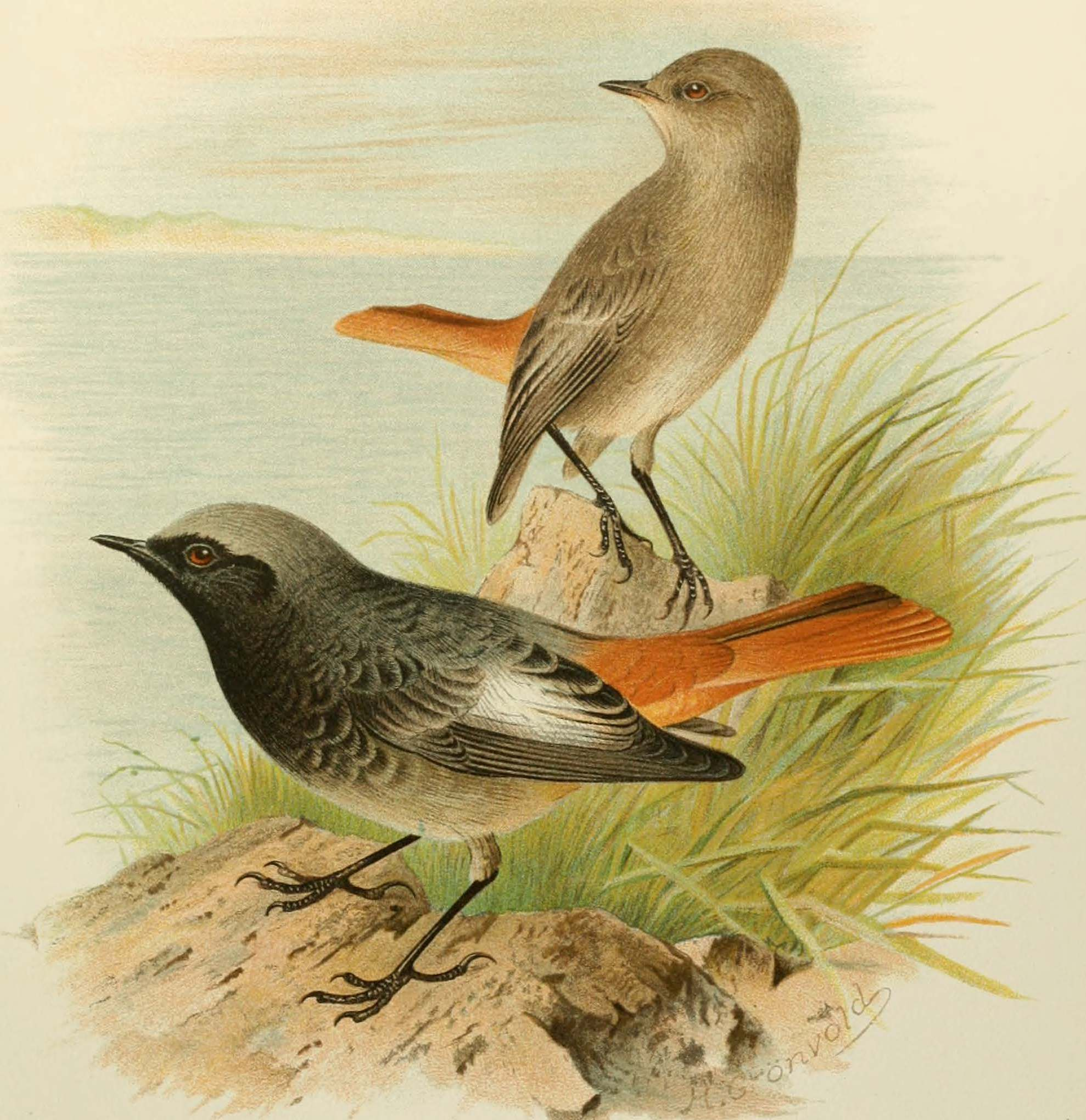
Codroșul de munte (subspecia Phoenicurus ochruros gibraltariensis) după Arthur Gardiner. Mascul adult (jos) și femelă adultă (sus)
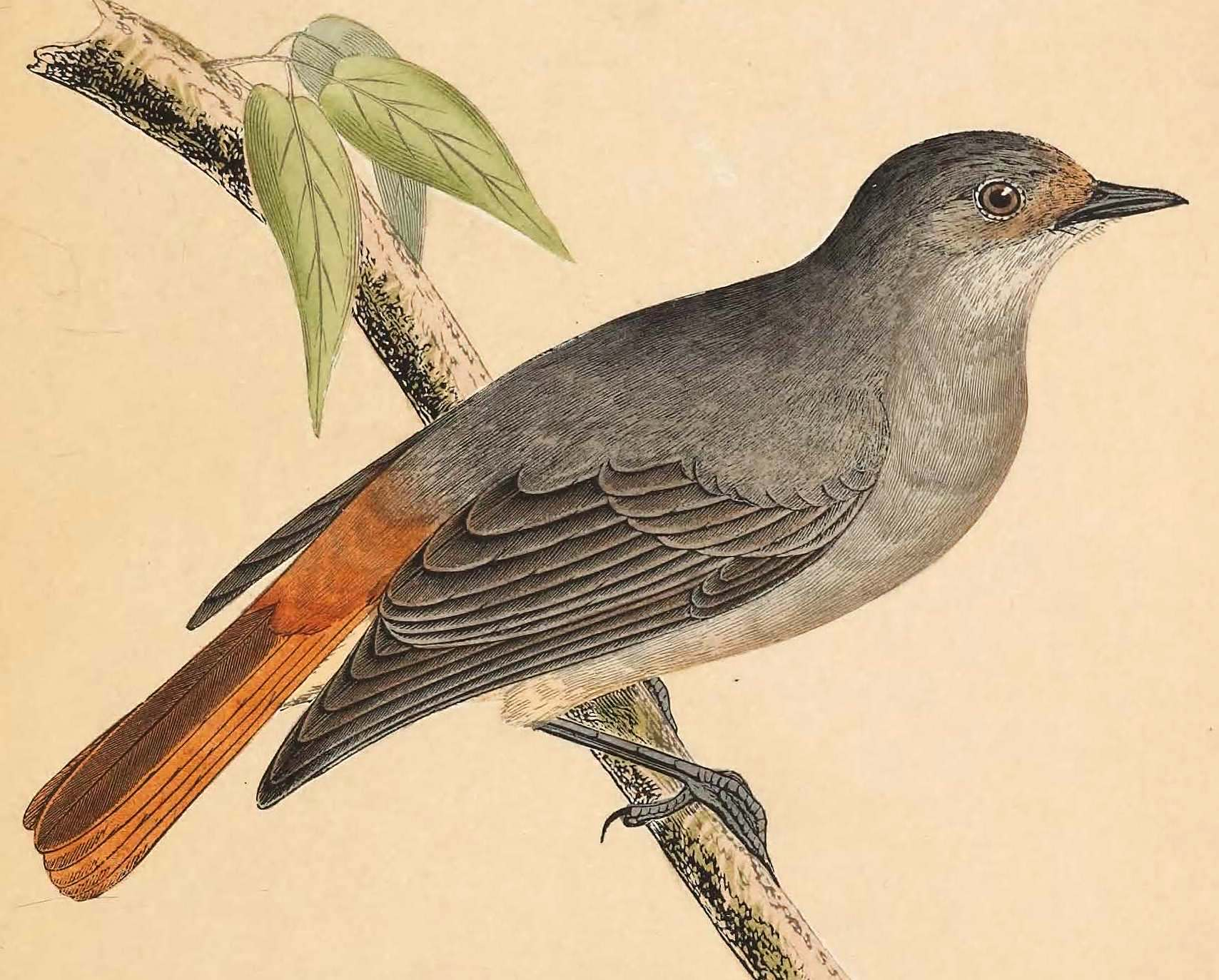
Codroșul de munte (subspecia Phoenicurus ochruros gibraltariensis, morfa cairii) după Bree
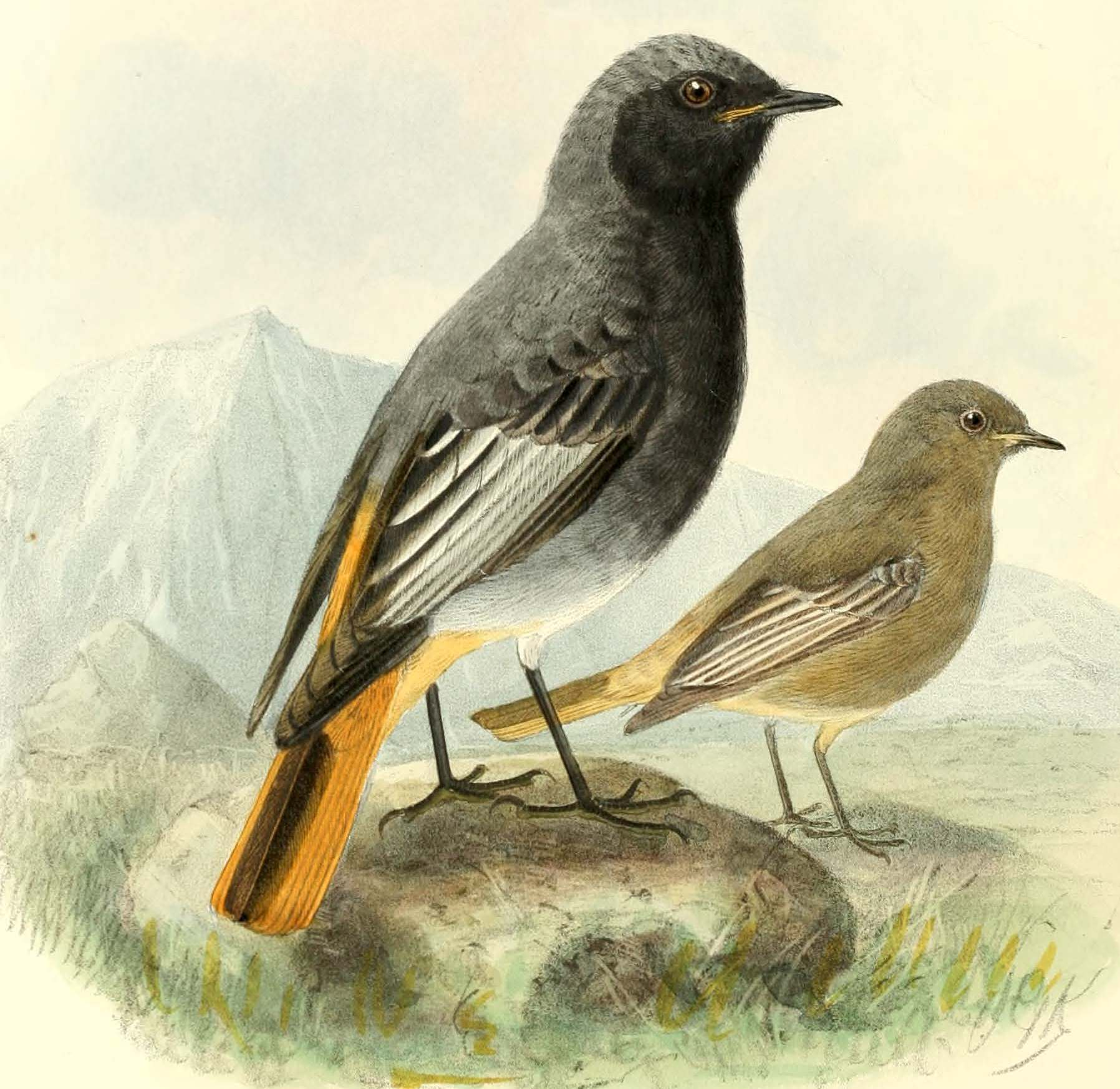
Codroșul de munte (subspecia Phoenicurus ochruros gibraltariensis) după Dresser. Mascul adult (la stânga) și femelă adultă (la dreapta)
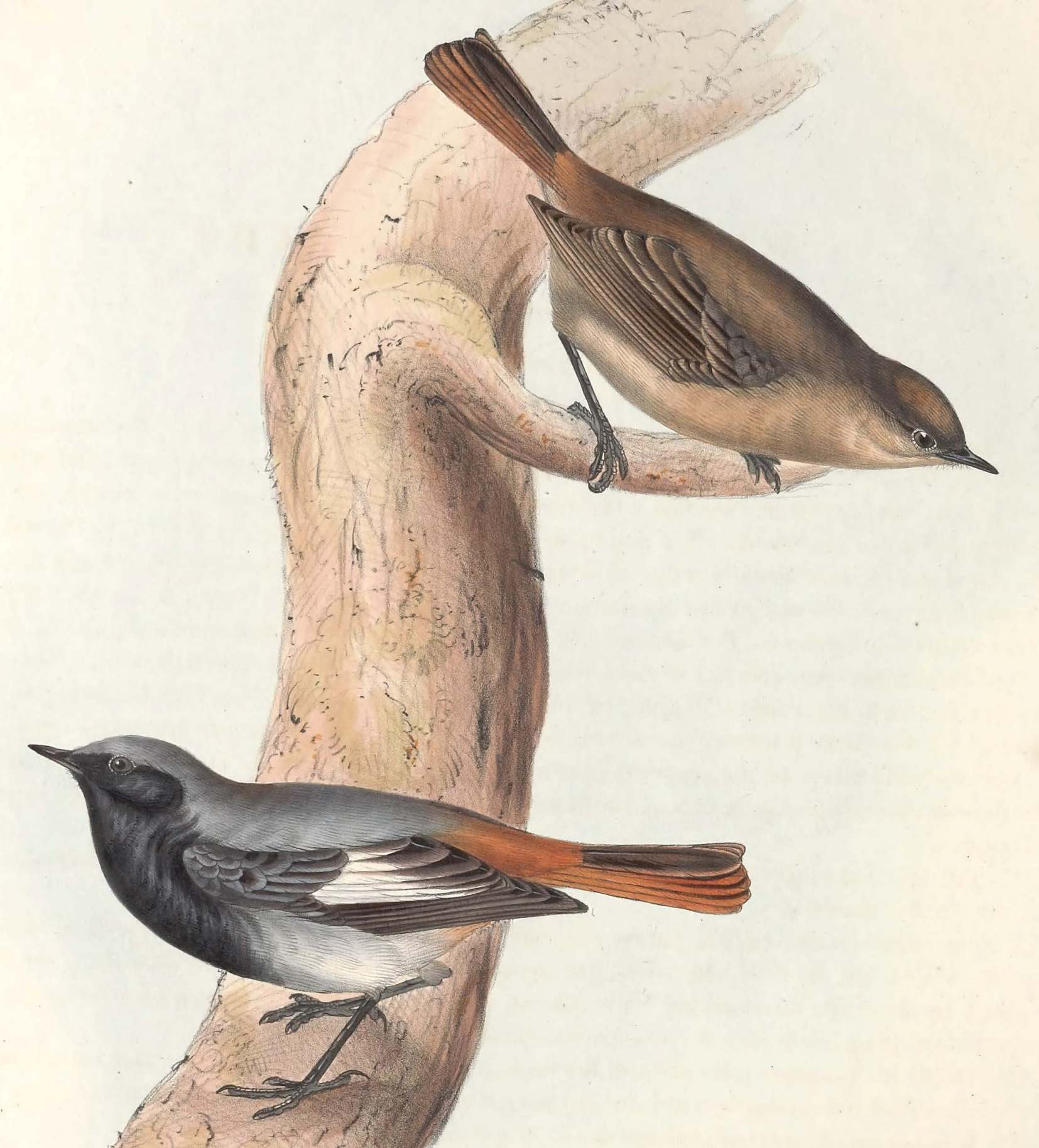
Codroșul de munte (subspecia Phoenicurus ochruros gibraltariensis) după John Gould. Mascul adult (jos) și femelă adultă (sus)
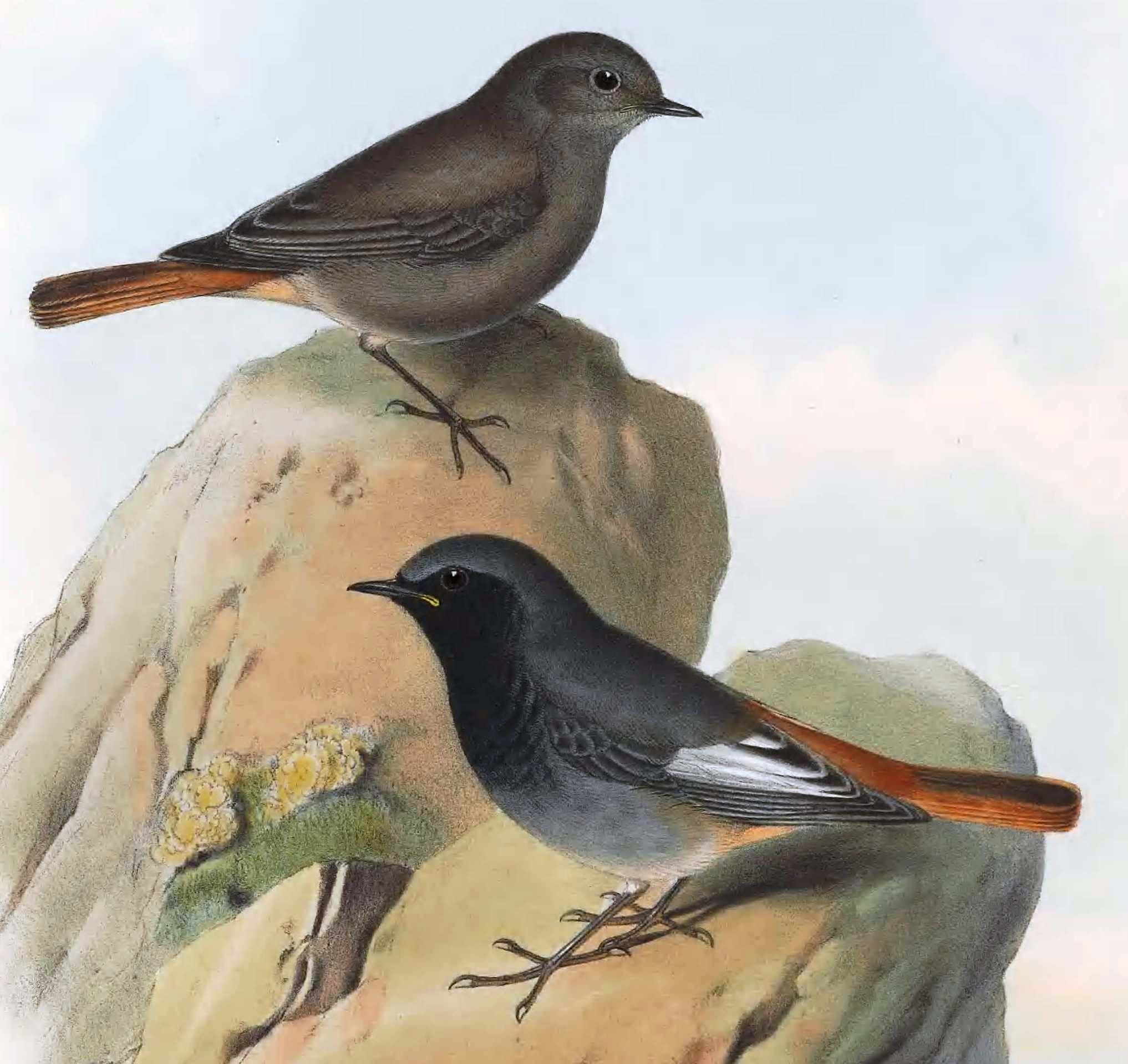
Codroșul de munte (subspecia Phoenicurus ochruros gibraltariensis) după John Gould. Mascul adult (jos) și femelă adultă (sus)
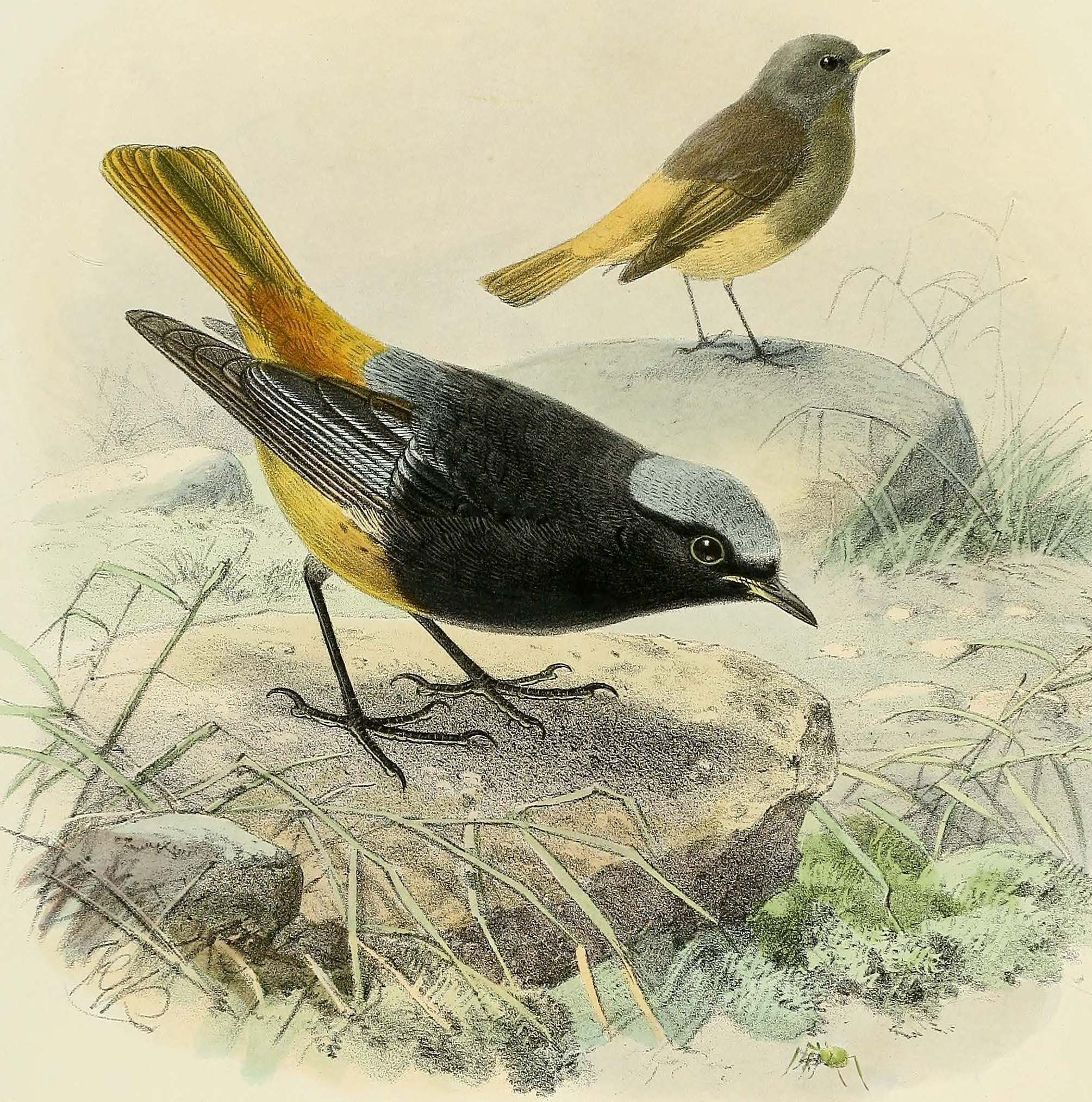
Codroșul de munte (subspecia Phoenicurus ochruros ochruros) după Dresser. Mascul adult (în față) și femelă adultă (în spate)
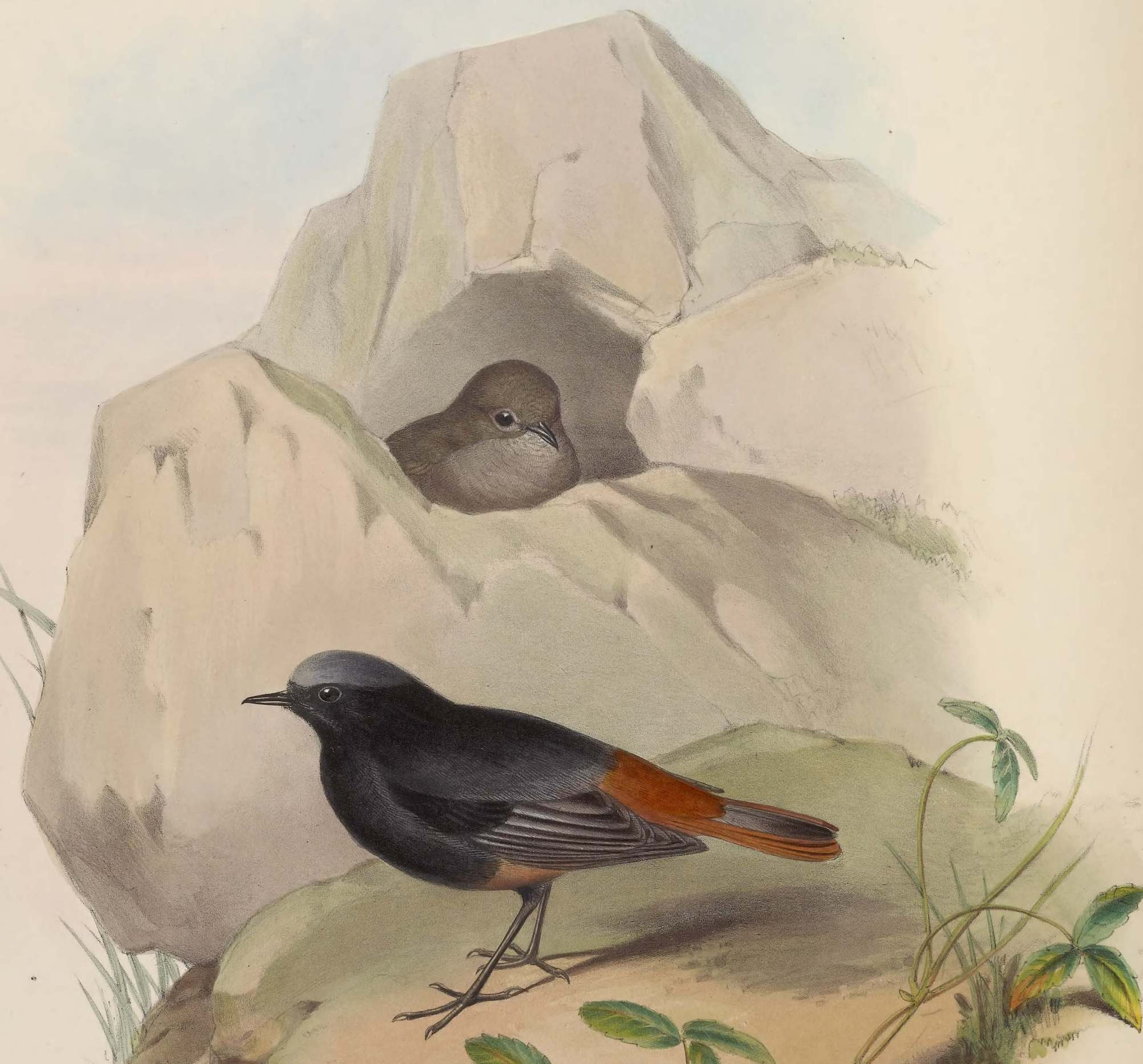
Codroșul de munte (subspecia Phoenicurus ochruros ochruros) după John Gould. Mascul adult (în față) și femelă adultă (în spate, în cuib)
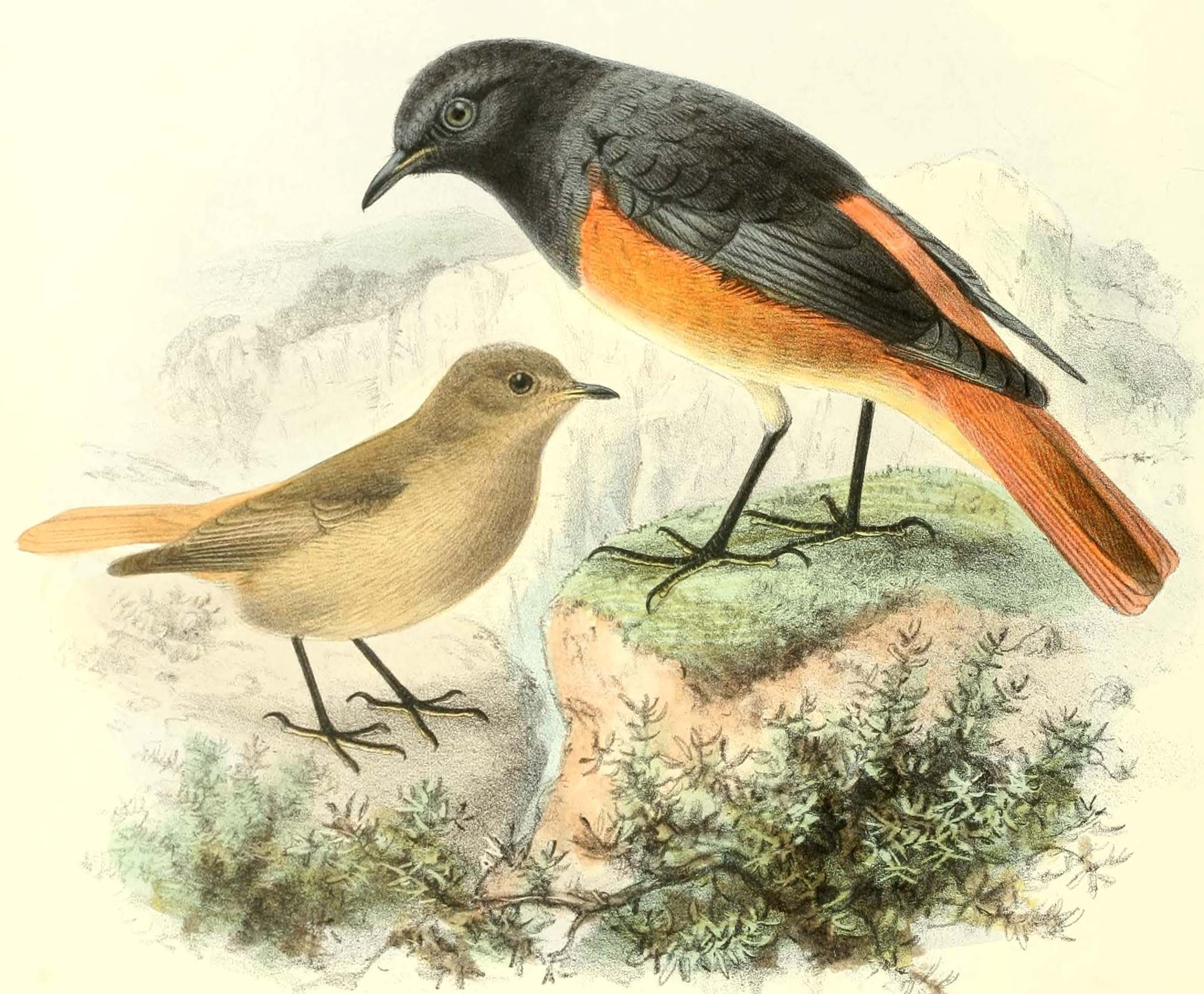
Codroșul de munte (subspecia Phoenicurus ochruros rufiventris) după Dresser. Mascul adult (sus) și femelă adultă (jos)
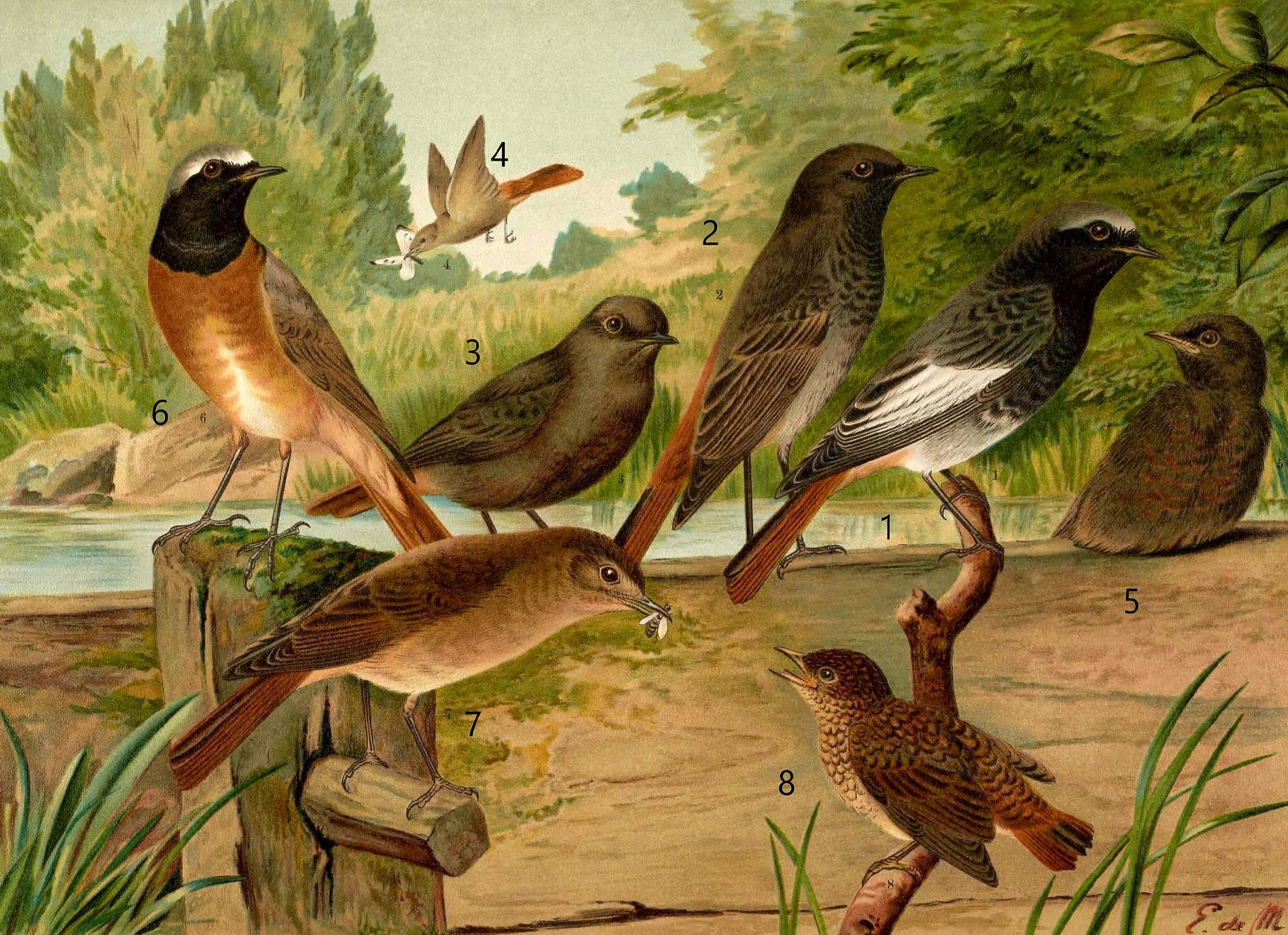
Codroș de munte (Phoenicurus ochruros gibraltariensis). 1 – mascul adult. 2 - Mascul juvenil în penaj negru (morfa paradoxus). 3 Mascul juvenil în penaj cenușiu (morfa cairii). 4 - femelă. 5 - pui. Codroș de pădure (Phoenicurus phoenicurus). 6 - mascul. 7 - femelă. 8 - juvenil. După Naumann
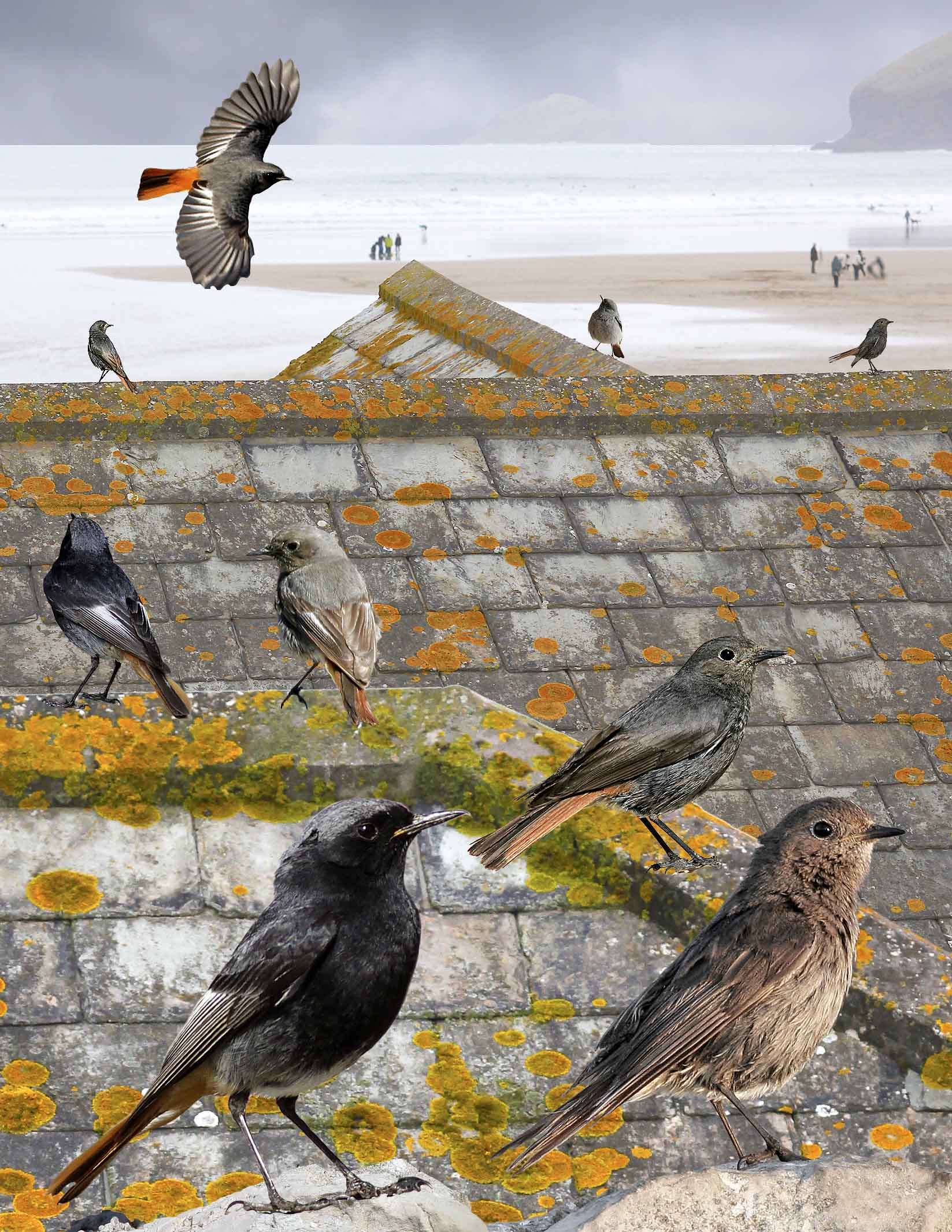
Codroșul de munte (subspecia Phoenicurus ochruros gibraltariensis) după Crossley ID Guide Britain and Ireland